# Operation Neptune
Die Operation Neptune war ein Teil der unter dem Decknamen Operation Overlord durchgeführten Landungsunternehmen  (Seelandung) der Alliierten in der Normandie im Zweiten Weltkrieg. Neptune war hierbei der Sturmangriff auf die deutschen Befestigungen in der Normandie und die Etablierung eines Brückenkopfes. Die Operation Neptune begann mit den ersten größeren Übungsmanövern im Januar 1944 und gipfelte in der Landung der Alliierten in der Normandie am 6. Juni 1944, dem D-Day. Das Ende der Operation kann auf den 30. Juni 1944 datiert werden. Die übergeordnete Operation Overlord endete erst am 19. August 1944, als die alliierten Streitkräfte den Fluss Seine in Frankreich überquert hatten. Die Operation Neptune war die bislang umfangreichste Landeoperation der Weltgeschichte.
Neben dem Auftrag, in der von den Deutschen besetzten Normandie Fuß zu fassen, sollte die Operation Neptune unter anderem auch dazu dienen, die Landungsboote vor gegnerischen Angriffen aus der Luft und von See her zu schützen. Außerdem sollte durch die Operation sichergestellt werden, dass kein gegnerisches Schiff im Kanal von der bevorstehenden Invasion erfuhr. Des Weiteren sollte die Landung aktiv durch den Beschuss des Atlantikwalls im Bereich der Landungszonen mit schwerer Schiffsartillerie unterstützt werden. Nach der geglückten Landung wurde unter diesem Namen die Versorgung der Brückenköpfe mit Nachschub organisiert.
Die Operation wurde in viele weitere kleine Operationen aufgeteilt, um die deutsche Abwehr zu verwirren. Aus dem gleichen Grund wurden auch viele Phantomverbände aufgestellt, die nie wirklich existierten. Einen Überblick über die ausgeführten Teiloperationen (ohne Übungsoperationen) gibt die Tabelle bei Übersicht über die Operationen.

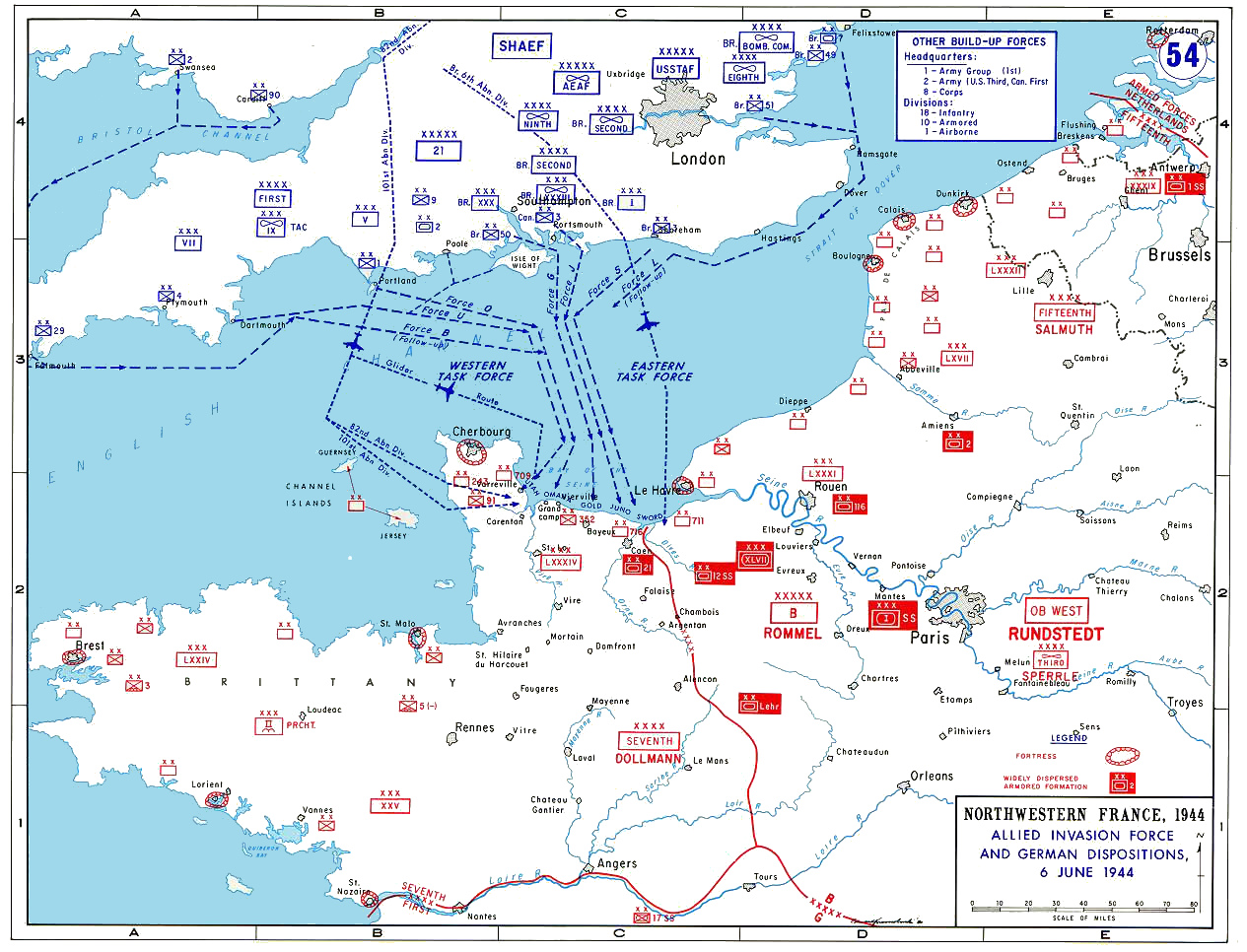
Karte der Normandie mit der Operation Neptune

## Hintergrund
Luftkrieg · Seekrieg
Neptune · Caen · Carentan · Cherbourg · Saint-Lô · Cobra · Bretagne · Lüttich · Falaise · Paris
Der Zweite Weltkrieg begann in Europa durch den deutschen Angriff auf Polen am 1. September 1939. Die sogenannten Achsenmächte (Deutsches Reich, Italien und Japan) führten Eroberungsfeldzüge gegen viele Staaten; ihre militärischen Hauptgegner waren anfangs Frankreich, Großbritannien und die Republik China sowie nach dem Bruch des Deutsch-sowjetischen Nichtangriffspaktes die Sowjetunion, dann nach dem japanischen Angriff auf Pearl Harbor am 7. Dezember 1941 auch die USA. Die Kriegsschauplätze befanden sich in Asien, dem Pazifik, in Europa und in Nordafrika.
Um die Rote Armee zu entlasten, hatte Stalin die Westalliierten zur Eröffnung einer zweiten Front gedrängt, zumal die bereits 1943 erfolgte Landung der Briten und Amerikaner in Italien nicht den gewünschten schnellen Erfolg brachte (→ Operation Husky). Auf der Konferenz von Teheran im November 1943 einigten sich Roosevelt, Stalin und Churchill auf eine über den Ärmelkanal vorgetragene Landeoperation im Norden Frankreichs.
Diese Operation fand in der Normandie statt. Mit der Operation Neptune wurde die Invasion an den Stränden erleichtert. Die deutschen Einheiten sollten verunsichert und aufgerieben werden. Des Weiteren konnten die alliierten Truppen, die im Verlauf der Operation Neptune landeten, in der Normandie Fuß fassen und Brückenköpfe bilden, die dann von den nachrückenden Truppen ausgebaut wurden.

## Untergeordnete Operationen

### Trainingsoperationen

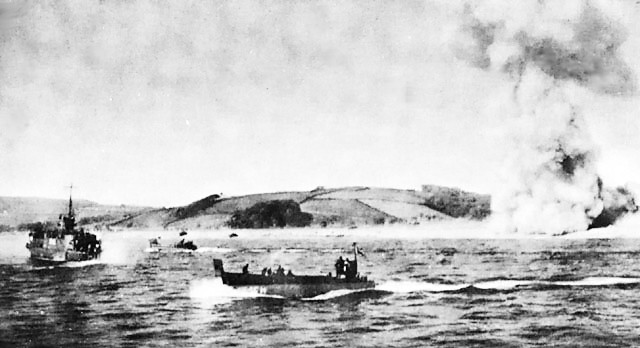
Invasionstraining an der englischen Küste: (i) Amphibische Übung vor dem Strand

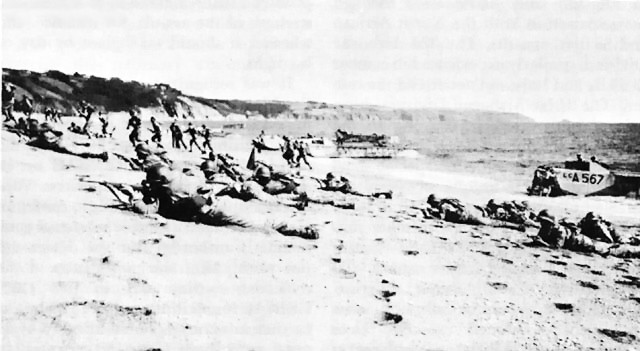
(ii) Landungsmanöver

Der frühe japanische Erfolg der amphibischen Landeoperationen auf den Philippinen, Neubritannien, den Aleuten, auf der malaiischen Halbinsel und Ost-Indien zeigte der amerikanischen und britischen Führung die Zweckmäßigkeit solcher Operationen auf. Ab 1942 wurde verstärkt auch über die Landungen an der afrikanischen Nordküste sowie der europäischen Südküste am Mittelmeer und der europäischen Nord- bzw. Nordwestküste am Ärmelkanal nachgedacht. Mit der Landung auf Guadalcanal im Pazifik am 7. August 1942 waren die Amerikaner die ersten der Alliierten, die eine amphibische Operation durchführten. Kurz darauf stürmten am 19. August britische, amerikanische, kanadische und französische Einheiten bei Dieppe an der französischen Nordküste während der Operation Jubilee an Land und zerstörten unter sehr hohen eigenen Verlusten die deutsche Küstenbatterie bei Varengeville-sur-Mer. Aus beiden Unternehmungen ergaben sich viele hilfreiche Erkenntnisse für die später durchzuführenden Landungen in Afrika und Europa.
Die erste amerikanische Einheit, die Seelandungen übte, war die 1. US-Infanteriedivision, die im Winter 1940/41 aufgestellt worden war. Sie trainierte mehrere Monate an den Stränden in der Buzzard’s Bay, Massachusetts, am Onslow Beach, New River, North Carolina und anderen Stränden. Das letzte Training fand am Virginia Beach im Januar 1942 statt. Danach fuhr die Division nach Großbritannien. Von einer amphibischen Division konnte zu dieser Zeit aber noch keine Rede sein.
Im Camp Edwards wurde am 15. Juni 1942 unter dem Kommando von Colonel Henry C. Wolf die Erste Amphibische Brigade und das 531. Pionier-Küstenregiment gegründet, die als erste speziell dazu ausgebildet wurden, einen Brückenkopf zu bilden, auszubauen und zu halten. Die Kommandogrenzen der Einheiten konnten noch nicht klar abgesteckt werden, da die Kompetenzen zwischen Armee und Marine noch nicht verteilt waren. Aus diesem Grund konnten die Soldaten vor ihrer Abfahrt nach Großbritannien am 5. August 1942 kaum an Übungen teilnehmen.
Nach der Bildung einer amerikanischen Sektion im Combined Operations Headquarters unter Brigadegeneral Lucian K. Truscott am 20. April 1942 fanden die ersten gemeinsamen Übungen statt. Aus dieser Zusammenarbeit ging auch die Aufstellung der United States Army Rangers hervor.

#### Übungen/Manöver ATLANTIC, PUNCH und BUMPER
Vom 1. bis zum 8. Juli 1942 dauerte das erste gemeinsame Landungsmanöver ATLANTIC, das in Nordirland zwischen Belfast und Lough Meagh stattfand. Dabei sollte im Wesentlichen die gemeinsame Kommunikation und die Kooperation zwischen den einzelnen Truppenteilen getestet werden.
Ein ähnlich angelegtes Manöver, das im selben Gebiet abgehalten wurde, fand vom 21. bis zum 29. September 1942 unter dem Codenamen PUNCH statt.
Die Briten führten auch eigene Übungen ohne alliierte Beteiligung durch, so beispielsweise die Übung BUMPER vom 27. September bis zum 3. Oktober 1942 in der Salisbury-Ebene. Es wurde von einem amerikanischen Militärattaché beobachtet, der anschließend feststellte, dass die Briten bei weitem noch nicht reif für eine groß angelegte Landungsaktion wären. Andere britische Manöver nannten sich ADDER, AERIAL, BULL, CUCKOO, CURLEN, LIGHTNING, LONGHOP, MANCHESTER, MARS, SPARTAN und TYNE.

#### Landungsmanöver DUCK
Das erste großangelegte Manöver für die Operation Neptune bekam den Codenamen DUCK I. Es fand im frühen Januar 1944 statt. Von diesem Zeitpunkt an wurden kontinuierlich weitere Manöver durchgeführt, die in möglichst realistischer Truppenaufstellung hinsichtlich der Operation Overlord stattfanden. DUCK I wurde im Sommer 1943 vorgeschlagen und ab November ausgearbeitet. Zu Beginn sollte es eine Nachschubübung werden, wurde aber dann zu einer Komplettübung für eine bevorstehende Invasion ausgeweitet.
Das Landungsmanöver fand in Slapton Sands, acht Kilometer südlich von Dartmouth in Devonshire statt. Die Gegend war relativ dünn besiedelt und die Küste der in der Normandie, besonders um Omaha Beach, sehr ähnlich.
DUCK II und DUCK III waren die logischen Folgemanöver, die Kritikpunkte an DUCK I aufgreifen und nach neuer Planung ausräumen sollten. DUCK II fand am 7. Februar und DUCK III vom 29. Februar bis zum 1. März 1944 statt.
Alle drei Manöver waren aber noch nicht nach dem Neptune-Muster ausgerichtet, da dieses noch nicht feststand. So waren die einzelnen Truppenteile nicht die, die später die Neptune-Aufgaben übernehmen sollten.

#### Manöver FOX
FOX war das größte Manöver, das in der ersten Märzhälfte 1944 vor den eigentlichen Generalproben FABIUS I und TIGER stattfand. Die Planung dazu lief parallel zur Ausarbeitung des konkreten Plans zur Operation Neptune, der am 15. Februar endgültig bekanntgegeben wurde. Aus diesem Grund hinkte die Planung für FOX etwas hinter den eigentlichen Landungsplänen her, so dass dieses Manöver mehr eine Art Training als ein eigentlicher Test für eine amphibische Landung war. Die Unterschiede zur Operation Neptune sollten daher in den folgenden FABIUS-Manövern angeglichen werden.
Schließlich fand FOX vom 9. bis zum 10. März in Slapton Sands statt. Die Landung verlief befriedigend und wurde von einem Küstenbeschuss mit echter Munition begleitet. Ein Kritikpunkt setzte bei der hastigen Planung und der damit verbundenen schlechten Koordination beim Aufbau des Brückenkopfes an. Die Zeitplanung geriet etwas durcheinander, und die Etablierung von Camps verlief nicht schnell genug.
Weitere kleinere Manöver, die im März und April stattfanden und nur einzelne Einheiten umfassten, waren MUSKRAT I und II, OTTER I und II, MINK I und II sowie BEAVER.
Luftlandeübungen für die 82. US-Luftlandedivision waren die CURVEBALL-Manöver Ende April und Anfang Mai 1944. Die 101. US-Luftlandedivision führte selbst kleinere Übungen durch, und am 11. Mai 1944 fand das Übungsmanöver EAGLE zusammen mit der 82. bei Hungerford-Newbury statt.
Außerdem gab es kleinere, von kanadischen, französischen, polnischen und anderen an der Operation Overlord beteiligten Einheiten ausgeführte Manöver.

#### Manöver TIGER
Die erste große Generalprobe für die Landungen in der Normandie war die Exercise Tiger, bei dem alle Truppen nach dem Plan für die Operation Neptune aufgestellt waren. Dabei sollten zwei Brückenköpfe etabliert werden. Man rechnete damit, dass sich die beiden nach zwei bis drei Tagen zusammenschließen würden.
Alle britischen, kanadischen und US-amerikanischen Einheiten für das Caen-Isigny-Gebiet sollten an den FABIUS-Manövern teilnehmen, die Einheiten für Utah-Beach an der TIGER-Übung, die vom 22. bis zum 30. April in Slapton Sands unter der Führung des VII. Korps stattfand.
Der Plan für Utah-Beach beinhaltete spezielle Luftlandeoperationen, die von der 82nd US-Airborne Division und 101st US-Airborne Division ausgeführt werden sollten. Da entsprechende Übungen bei Slapton Sands nicht durchgeführt werden konnten, wurden die Einheiten mit Lastkraftwagen zum simulierten Landegebiet gefahren. Insgesamt nahmen mit den Seelandetruppen zusammen 25.000 Soldaten und 2.750 Fahrzeuge am Landungsmanöver TIGER teil.

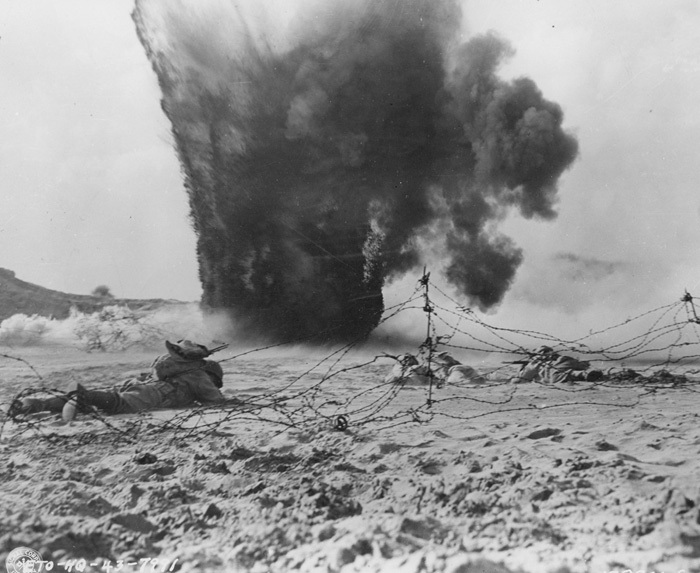
Invasionstraining an der britischen Küste – Manöver mit echter Munition

TIGER dauerte insgesamt neun Tage, vom Beginn der Beladung der Schiffe am 22. April bis zum Manöverende. D-Day war für den 28. April vorgesehen. Es gab erhebliche Verzögerungen bei der Planumsetzung, daher wurde viel improvisiert. Die Ladetabellen für die Schiffe mussten während des Manövers neu geschrieben werden, so dass etliche Schiffe zu spät ausliefen und mit weiterer Verspätung am Einsatzort eintrafen, was zu Staus und Konfusionen führte.
Die eigentliche Landungsübung verlief bei gutem Wetter aber nach Plan. Die Angriffstruppen gingen nach einem vorausgegangenen Küstenbombardement an Land und rückten gegen eine simulierte deutsche Verteidigung schnell ins Landesinnere vor. Dort trafen sie auf die Einheiten der 101st US-Airborne Division, die sie erwarteten. Wie in vorausgegangenen Manövern war der größte Kritikpunkt der, dass die meisten Soldaten oft vergaßen, in Deckung zu gehen.
Zur gleichen Zeit übten Pioniere nach der Landung das Räumen von Minenfeldern, das Freisprengen von Ausgängen an den Stränden, das Anlegen von Straßenbefestigungen und Nachschubdepots. Die Entladeaktivitäten von mehr als 2.200 Tonnen Material begannen noch am D-Day und dauerten zwei Tage. Dazu wurde die jeweilige Flut abgewartet.

##### Die deutsche Schnellboot-Attacke
Während der Aufbauphase des TIGER-Übungsmanövers wurden acht amerikanische Panzerlandungsschiffe (Landing Ship Tank, LST) von deutschen Schnellbooten angegriffen, die zwei LSTs mit Torpedos versenken konnten. Die Zahl der dadurch verursachten Opfer war höher als die der später auf Utah Beach Gefallenen. Aufzeichnungen der US-Armee berichten von folgendem Vorfall:
In der Nacht vom 27. auf den 28. April fuhren acht amerikanische LSTs im Konvoi T4 mit etwa fünf Knoten Geschwindigkeit vor der Isle of Portland. Die Schiffe sollten an der Aufbauphase der TIGER-Übung teilnehmen und waren von ihren Auslaufhäfen Plymouth und Dartmouth östlich gelaufen. Nach einer anschließenden Wende fuhren sie nun westlich in Richtung Bruxham.
Die Einheiten waren mit Soldaten der 1st Engineer Special Brigade (1. Brigade Spezialisierte Pioniere) der 4th Infantry Division des VII. Corps beladen. Die Korvette HMS Azalea begleitete den Konvoi, ohne in den Untersuchungspapieren des Vorfalls erwähnt zu werden.
Es war eine klare Nacht ohne Mondschein. Mindestens eines der LSTs war mit einer Radaranlage ausgestattet und meldete zwei anlaufende unbekannte Schiffe. Tragischerweise wurden diese für eigene, zum Konvoi gehörende Einheiten gehalten.
Die für den Angriff angegebene Zeit variiert zwischen 01:30 Uhr und 02:04 Uhr am Morgen des 28. April. Es wird vermutet, dass die Angreifer von Cherbourg ausgelaufene deutsche Schnellboote waren. Sie konnten aber nicht positiv identifiziert werden.
LST 507 wurde als erstes Schiff von mehreren Torpedos getroffen, die aber allesamt Blindgänger waren. Ein weiterer Treffer setzte jedoch etwa fünf Minuten später das Landungsboot in Brand. Das feindliche Boot bestrich das Deck mit Geschützfeuer, so dass sich die Soldaten mit einem Sprung über Bord zu retten versuchten. LST 507 begann daraufhin zu sinken.
Etwa zur gleichen Zeit wurde auch LST 531 getroffen und brannte ebenfalls. Einige Männer sahen fallende Leuchtbomben, konnten aber keine feindlichen Flugzeuge ausmachen. Auch das Feuer von Flak war zu hören, es wurde jedoch kein Schiff von Bomben getroffen. LST 511 wurde zweimal von Torpedos getroffen, die aber nicht explodierten. Gegen 02:10 Uhr zerstörte ein weiterer Torpedotreffer die Mannschaftsquartiere, das Ruder und die Heckgeschütze von LST 289.
Ein kommandierender Offizier schlug vor, die Rampen herunterzulassen und die Soldaten in den Schwimmfahrzeugen von Bord zu bringen. Doch als das eindringende Wasser unter Kontrolle gebracht werden konnte, wurde der Plan wieder fallengelassen. Um das Boot wieder auszurichten, wurden LCVPs zu Wasser gelassen, so konnte die LST 289 Dartmouth gegen 14:30 Uhr mit eigener Kraft erreichen.
Andere LSTs gingen auf volle Fahrt und entkamen so einem weiteren Angriff. Nur LST 515 kehrte nach Armeeberichten um und nahm einige Überlebende auf. LST 507 und 531 brannten weiter und sanken. Die Maschinengewehre an Deck waren nicht bemannt gewesen, und so konnten nur einige Schüsse abgegeben werden. Um 04:00 Uhr erreichte ein britischer Zerstörer das Gebiet, nahm Überlebende aus dem Wasser auf und versenkte LST 507, von dem nur noch der Bug aus dem Wasser ragte.
Die meisten Opfer gab es auf LST 531. Es überlebten nur 290 von insgesamt 744 Soldaten und 282 Seeleuten. An Bord von LST 507 gab es 13 Tote und 22 Verwundete. Die 1st Brigade verlor 413 Soldaten und hatte 16 Verwundete. Die 3206th Quatermaster-Brigade war förmlich ausgelöscht worden. Von den 251 Offizieren und Soldaten waren 201 getötet oder verwundet. Weitere Kompanien beklagten 69 Tote. Eine vollständige Opferliste gibt es nicht, aber die Aufzeichnungen berichten von mindestens 749 Toten und mehr als 300 teils schwer verwundeten Männern. Von deutschen Opfern des Angriffs ist nichts bekannt.

#### Landungsmanöver (Exercise) FABIUS
Direkt nach der TIGER-Übung folgten die sechs FABIUS-Manöver, die zusammen das größte amphibische Landemanöver in der Geschichte darstellten. Bei TIGER nahmen nur die Landekräfte für den Utah-Strand teil; bei FABIUS waren alle Invasionseinheiten in einem kompletten Manöver vereint.
- FABIUS I war die Generalprobe für die Angriffseinheit „O“, der 1st und 29th US-Infantry Division, der provisorischen Pionierbrigadegruppe und deren angeschlossenen Einheiten, die unter dem Kommando des V. Corps am Omaha-Beach an Land gehen sollten. Die Zusammenstellung fand im Gebiet D statt, die Ausschiffung in Portland-Weymouth und die Landung an Slapton Sands.
- FABIUS II war die Generalprobe für die Angriffseinheit „G“, der 50th Britischen Infantry Division und deren angeschlossenen Einheiten, die am Gold-Strand an Land gehen sollten. Die Zusammenstellung fand in den Gebieten B und C statt, die Ausschiffung in Southampton und Lymington und die Landung an Hayling Island.
- FABIUS III war die Generalprobe für die Angriffseinheit „J“, der kanadischen 3rd Infantry Division und deren angeschlossenen Einheiten, die am Juno-Strand an Land gehen sollten. Die Zusammenstellung fand in den Gebieten A und C statt, die Ausschiffung in Southampton und Grosport und die Landung in der Bracklesham Bay.
- FABIUS IV war die Generalprobe für die Angriffseinheit „S“, der 3rd British Infantry Division und deren angeschlossenen Einheiten, die am Sword-Strand an Land gehen sollten. Die Zusammenstellung fand im Gebiet A und dem südostbritischen Kommandobereich statt, die Ausschiffung in Frosport und Portsmouth und die Landung bei Littlehampton.
- FABIUS V war eine Sammelübung für die Zusammenstellung der britischen Einheiten für Gold, Juno und Sword. Teile der Flotte liefen aus der Themsemündung und ostbritischen Häfen aus.
- FABIUS VI war eine Sammelübung für die Zusammenstellung der Angriffseinheit „B“, zu der US-amerikanische und britische Einheiten gehörten, die von Portland, Weymouth und Southampton ausliefen.

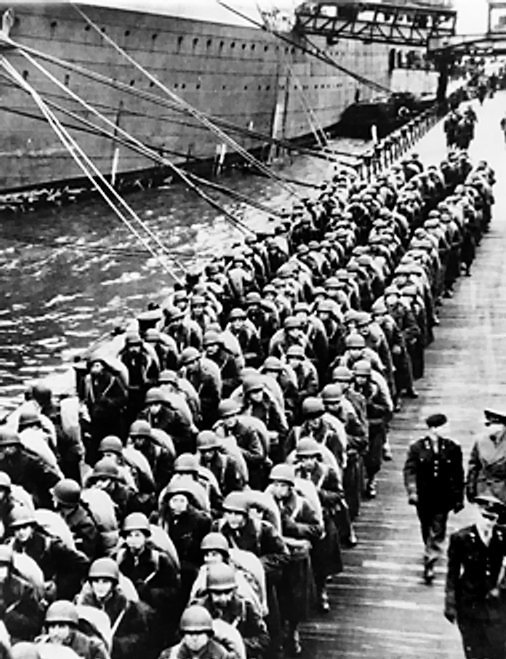
US-Truppen beim Verladen in England am 5. Juni

Die FABIUS-Manöver I bis IV wurden gleichzeitig unter der Leitung der 21st Army-Group ausgeführt. Sie begannen am 23. April und endeten am 7. Mai. In der Zeit zwischen dem 23. und 26. April fanden die Beobachter noch Fehler und Mängel, die in einer Zwischenbesprechung diskutiert wurden. Als Tag der Landung (D-Day) war der 2. Mai vorgesehen, der jedoch schon kurz nach Beginn der Truppenzusammenstellung verschoben wurde. FABIUS V und VI waren für den 4. bis 6. Mai vorgesehen, endeten aber durch die Verlegung der anderen Übungen nicht vor dem 7. Mai.
Die Koordination zwischen den einzelnen Übungen verlief auf einem hohen Niveau. Die teilnehmenden Truppen kehrten anschließend nicht wieder zu ihren Heimatstandorten zurück, sondern sammelten sich wieder in ihren Bereitstellungsräumen, da das vorgesehene Datum für die tatsächliche Invasion nur noch einen Monat entfernt lag. Daher gab es auch kaum noch Zeit, um gravierende Fehler zu beseitigen. Die FABIUS-Manöver waren daher auf die Vermittlung von Erfahrungswerten für die Truppen in ihren speziellen Aufgabenbereichen ausgelegt. Es wurde jede mögliche Anstrengung unternommen, um die zu erwartenden Bedingungen an den Stränden der Normandie nachzuahmen. Auch die erwarteten Einschränkungen bei der Ausrüstung und anderen Gerätschaften sollten der Ausführung der Operation Neptune sehr nahekommen.
Der taktische Plan folgte der auszuführenden Operation Neptune sehr genau. Nach einem Luft- und Seebombardement, die aber beide nur simuliert wurden, gingen die Landungstruppen an die Strände. Die mitfahrenden Schwimmpanzer konnten ausnahmslos das Festland erreichen. Pioniere beseitigten die Unterwasserhindernisse und danach auch die Hindernisse an den Stränden. Nach einiger Zeit gelang es, Strandausgänge ins Hinterland zu öffnen. Spezielle Einsatzkommandos zerstörten feindliche Artilleriestellungen, während an den Stränden die nächsten Wellen anlandeten.
FABIUS wurde kurz nach den Landungen für 24 Stunden unterbrochen, da sich das Wetter drastisch verschlechterte. Mit den nächsten Fluten landeten dann weitere LCTs, die Nachschub an die Strände brachten. Auch die Rückkehr der Einheiten zu ihren Aufstellungsräumen nach der Übung gehörte streng genommen zur Operation Neptune. Nun mussten sich die Truppen wieder sammeln und auf die tatsächliche Invasion warten.

### Operationen der 82nd US-Airborne Division

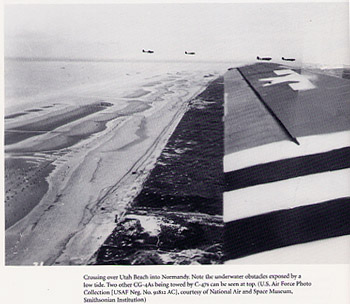
US-amerikanisches Flugzeug beim Überfliegen des Strandabschnittes Utah

#### Operation Boston
Am späten Abend des 5. Junis 1944 – dem Vortag des D-Day genannten Tages der Invasion – starteten die ersten Flugzeuge des IX Troop Carrier Command zur Operation Boston. Sie setzten die Fallschirmjäger der 82nd US-Airborne Division (82. US-Luftlandedivision) im Raum um Sainte-Mère-Église und Saint-Sauveur-le-Vicomte im Westen des Strandabschnittes Utah kurz nach Mitternacht ab.
Beim Absprung landeten Hunderte von Fallschirmjägern im Sumpfgebiet – Ackerland, das von deutschen Truppen Wochen zuvor geflutet worden war. Aufgrund ihrer schweren Ausrüstung ertranken viele Soldaten sofort. Der französische Straßenarbeiter Maurice Duboscq, dessen Frau als Schrankenwärterin auf der Bahnstrecke Paris – Cherbourg bei Sainte-Mère-Église arbeitete, rettete in dieser Nacht gemäß Überlieferung mit mehreren Bootsfahrten 350 Soldaten vor dem Tod. Maurices Tochter, Geneviève Duboscq (1933–2018), beschreibt in ihrer 1978 erschienenen Erzählung "Bye Bye Geneviève" diese Nacht. Ihr Buch ist 2019 im Patrimonium-Verlag auf Deutsch erschienen.

##### La-Fière-Brücke und Sainte-Mère-Église
Am frühen Morgen des D-Day, dem 6. Juni 1944, landeten die Fallschirmjäger der 82nd US-Airborne Division um 04:00 Uhr (nach anderen Angaben 05:00 Uhr) in Sainte-Mère-Église. Die Übernahme des Ortes gelang der 82nd US-Airborne Division, bei der auch viele Fallschirmjäger der 101st US-Airborne Division (siehe unten) wegen eines Absprungfehlers teilnahmen.

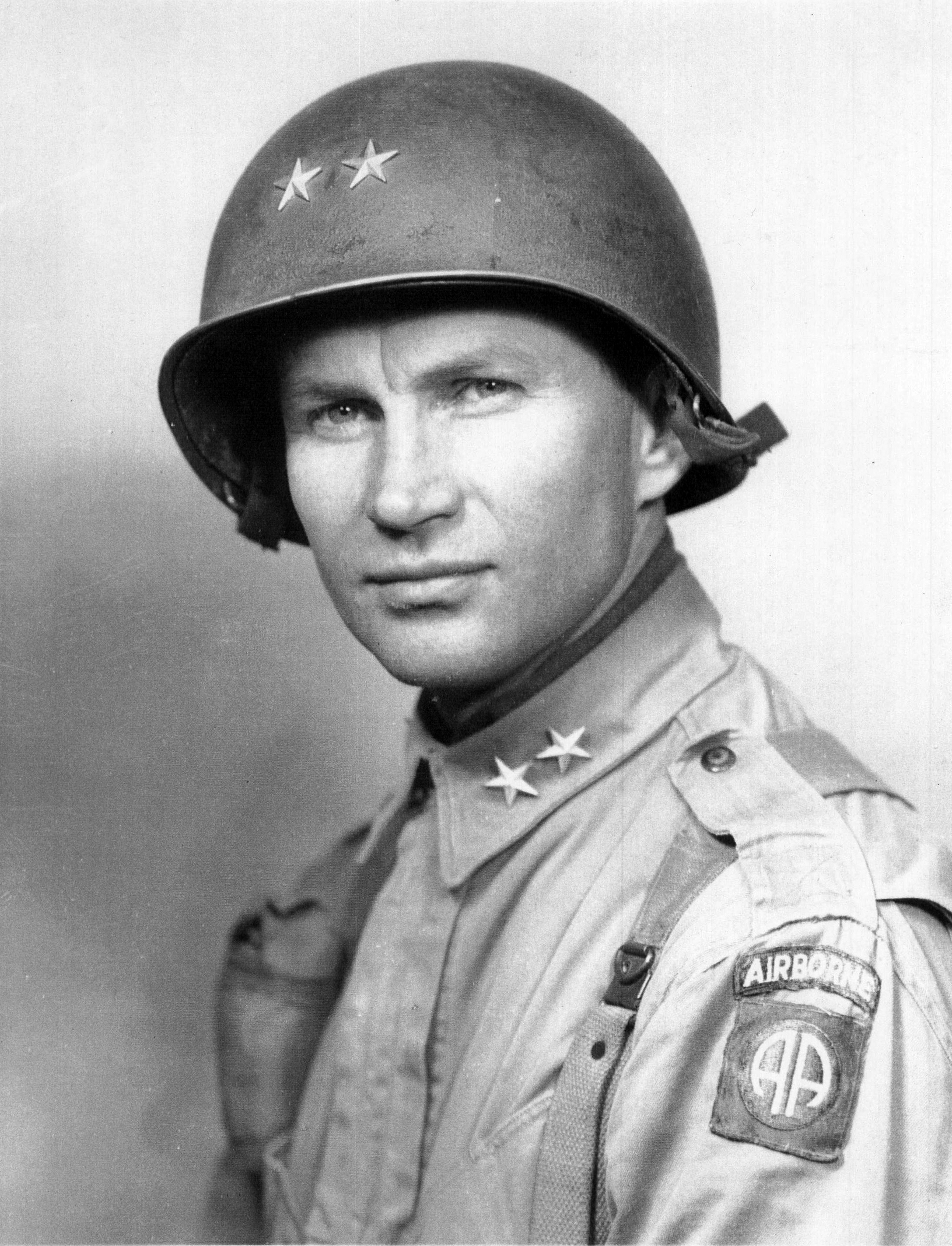
James M. Gavin

Der stellvertretende Kommandeur der 82nd US-Airborne Division, der Brigadegeneral James M. Gavin, landete am D-Day mit einigen anderen Fallschirmjägern westlich des Flusses Merderet auf Sumpfgelände, wobei viele der Fallschirmjäger ertranken. Gavin sammelte dort eine hundert Mann starke Einheit. Eine seiner Aufgaben war die Sicherung der kleinen Brücke bei La Fière. Die Einnahme der unscheinbaren Brücke war strategisch von wichtiger Bedeutung, damit deutsche Panzerverbände den Fluss nicht überqueren konnten. Das kleine Dorf La Fière wurde daraufhin der Außenposten von Sainte-Mère-Église. Zu Ehren von Gavin wurde 1997 in der Nähe der Brücke ein Denkmal ("Iron Mike Memorial") errichtet.
In Sainte-Mère-Église geschah dem amerikanischen Fallschirmspringer John Steele vom 505th Parachute Infantry Regiment der 82nd US-Airborne Division ein Missgeschick: Er blieb mit seinem Fallschirm an einem der Ecktürme des Kirchturms hängen und konnte sich nicht befreien, da der Kirchplatz heftig umkämpft war. Außer ihm blieb noch ein zweiter Soldat, der 17-jährige Ken Russell, an der Kirche hängen. Von dort oben mussten sie mit ansehen, wie ihre Kameraden erschossen wurden. Russell berichtete später, dass Sergeant John Ray sie retten wollte, als er bemerkte, dass es ein deutscher Soldat auf sie abgesehen hatte. Der deutsche Soldat schoss Ray in den Bauch. Als dieser zu Boden fiel, schoss er dem deutschen Soldaten in den Hinterkopf und konnte damit die Leben der beiden Fallschirmjäger Steele und Russell retten.

#### Operation Detroit
Fast gleichzeitig mit der Operation Boston trafen unter dem Decknamen Operation Detroit die ersten 52 Lastenseglergespanne der 82nd US-Airborne Division über dem Landegebiet ein und klinkten die Schleppseile aus. Im Dunkel der Nacht und aufgrund der vielen Steinwälle und Wallhecken in diesem Gebiet gelang vielen Lastenseglerbesatzungen nur eine Bruchlandung. Zudem wurden etliche der Segler von deutschem Flakfeuer getroffen.

#### Operationen Elmira, Galveston, Hackensack, Freeport und Memphis
Gegen Abend folgte eine zweite Welle, in der unter dem Namen Operation Elmira 177 weitere Lastensegler einflogen und den ersten Nachschub an Soldaten und Ausrüstung brachten. Am Morgen des Folgetags flogen 98 Segler unter dem Code Operation Galveston und am Abend nochmals 101 Lastensegler unter dem Namen Operation Hackensack in die Normandie, um der 82. weiteren Nachschub zu bringen. In den Folgenächten flogen von Großbritannien aus zuerst 148 und danach nochmals 117 Dakotas bei den Operationen Freeport und Memphis insgesamt 432 Tonnen Nachschubgüter in den Absprung- und Landeraum der 82nd US-Airborne Division, deren Aufgabe es war, die westliche Flanke der Invasion zu schützen.

### Operationen der 101st US-Airborne Division

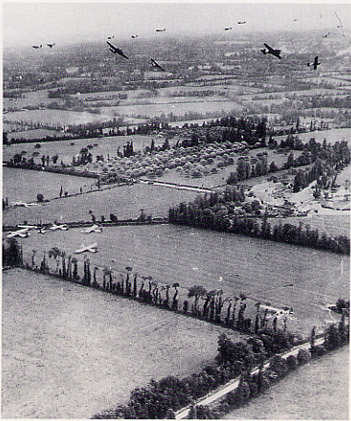
Lastensegler im Landeanflug vor der Schlacht

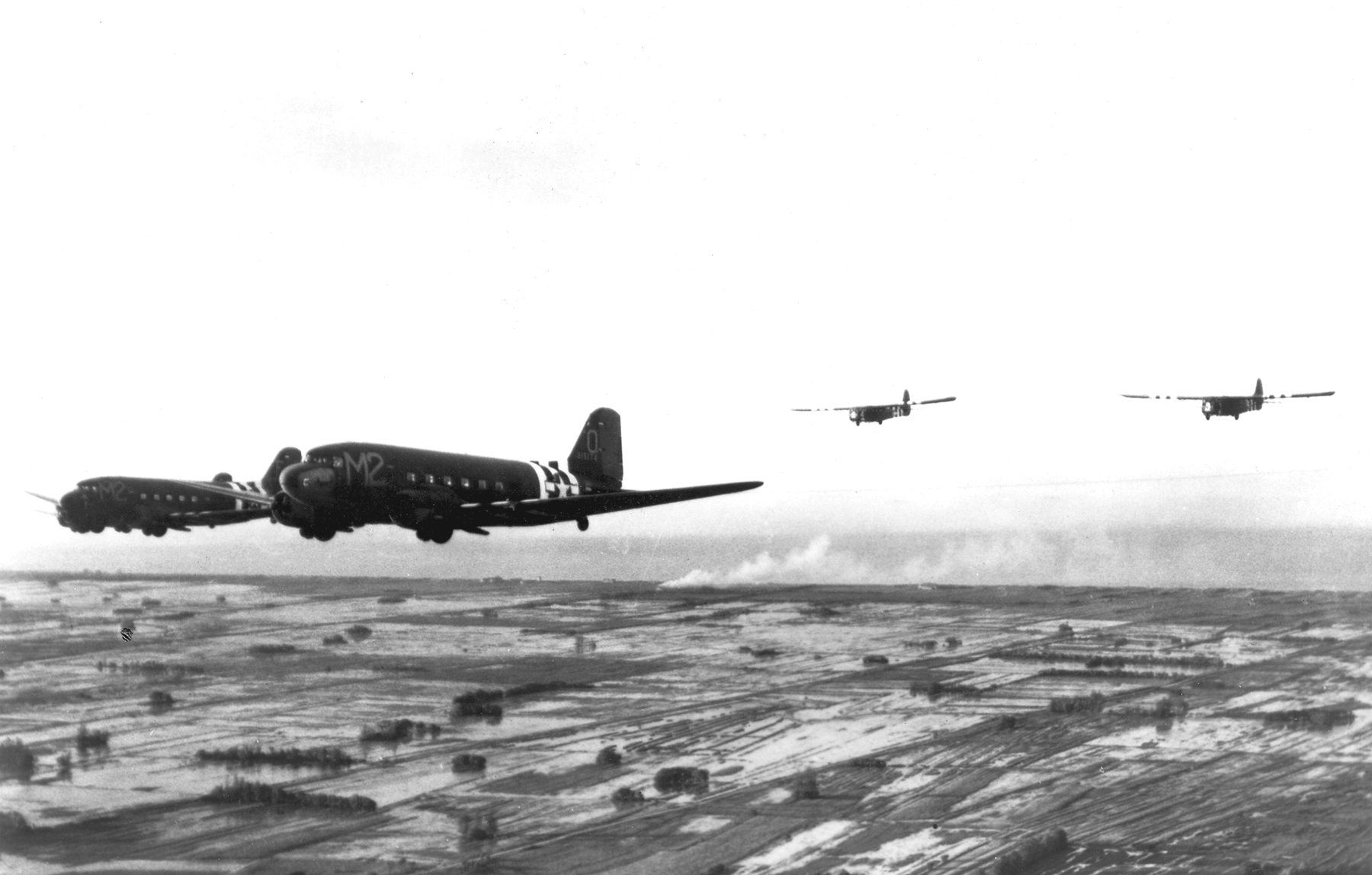
Mit Lastenseglern, die von C-47 Skytrains zum Absetzpunkt gezogen werden, wird die 101. US-Luftlandedivision im Gebiet nordwestlich von Carentan mit Waffen, Munition, Verpflegung und anderem Zubehör versorgt

Die Landungen der 101st US-Airborne Division in der Normandie bei Vierville verliefen nicht planmäßig.
Am 5. Juni 1944 bereitete die 101st US-Airborne Division ihren ersten Einsatz vor: die Luftlandung in der Normandie. Diese sollte 6.700 Soldaten mittels Fallschirmlandung hinter die deutschen Linien bringen, um die Verteidigung der Strände für die geplante Seelandung ausreichend zu schwächen.
Die ersten Einheiten starteten am Spätabend des 5. Juni mit Flugzeugen des IX Troop Carrier Command unter dem Decknamen Operation Albany in das Hinterland des Utah-Strands. Doch wegen des starken Abwehrfeuers der Flak über Frankreich mussten die Piloten aus ihrer Formation ausbrechen, so dass die Soldaten der Division nach dem Absprung über die gesamte Normandie verteilt waren. Ein großes Problem war, dass die Piloten der Transportmaschinen nur wenig oder keine Kampferfahrung hatten. Das Resultat war, dass viele von ihnen beim Abwehrfeuer in Panik gerieten und so die Truppen zu früh oder an der falschen Stelle abspringen ließen. Deshalb waren die gelandeten Truppen von ihren Einheiten abgeschnitten oder landeten allein hinter den deutschen Linien. Auch die etwas später folgenden Lastenseglergespanne, die unter dem Decknamen Operation Chicago flogen, erreichten nur unter hohen Verlusten ihre Landezonen. Am Ende des ersten Tages hatte erst jeder dritte Soldat wieder zu seiner Einheit gefunden.
Während des zweiten Tages gelang es der 101st US-Airborne Division, sich neu zu gruppieren. Während der Operation Keokuk wurde mit Hilfe von Lastenseglern Nachschub eingeflogen, viele der Segler gingen jedoch bei der Landung zu Bruch, was zu hohen menschlichen und materiellen Verlusten führte. Der Einsatz wurde nun auf das Hinterland der Utah-Landezone konzentriert. Die Stadt Carentan, die der Schlüssel zur Kontrolle der Halbinsel war, konnte nach zwei Tagen schwerster Kämpfe erobert werden und musste weitere zwei Tage von der Division gegen einen deutschen Gegenangriff verteidigt werden. Danach traf endlich Entsatz ein. Nach einem Monat war der Normandie-Einsatz der 101st US-Airborne Division abgeschlossen. Jeder vierte Soldat der Division war entweder tot oder schwer verletzt.

### Operationen der britischen Gleiter- und Fallschirmeinheiten
Die Royal Air Force flog am Vortag des D-Day unter dem Kodenamen Operation Sunflower Special Air Service Truppen zur Aufklärung in sechs Landegebiete der Normandie. Eine zusätzliche Einsatzgruppe landete am D-Day unter dem Namen Operation Coney und weitere SAS-Einheiten in den Operationen Sunflower II und III. An den Folgetagen der Landung brachten Maschinen der RAF während der Operationen Robroy I, II, III … mit Soldaten und Material ständig Nachschub zu den britischen Einheiten.

#### Operation Tonga

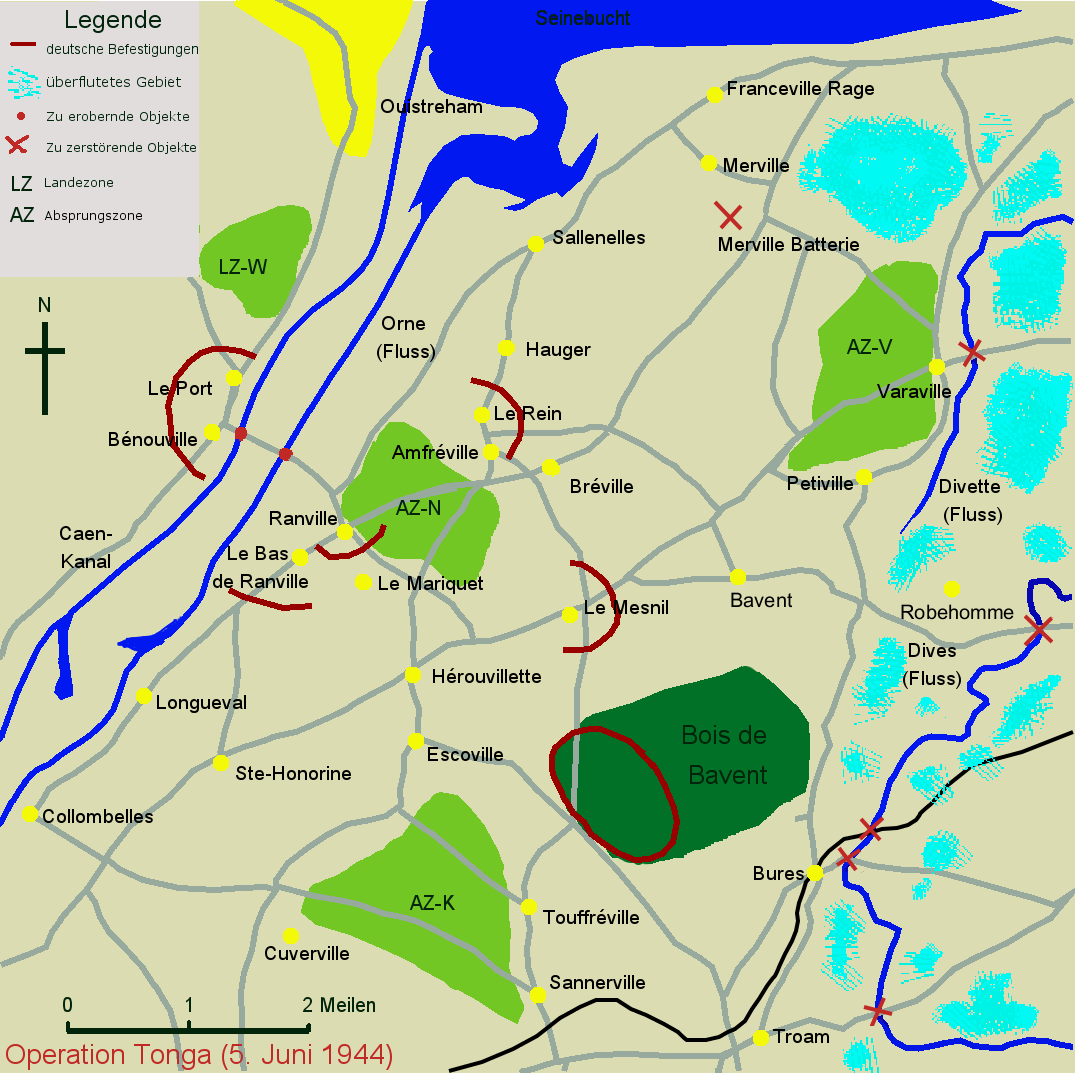
Karte der Operation Tonga bzw. der Landungen hinter dem Strandabschnitt Sword

Operation Tonga war der Codename für einen Teil der britischen Luftlandedivisionen in der Normandie. Die Operation fand am 5. Juni 1944 statt. Die britische 6th Airborne Division landete im Verlauf der Operation mit Lastenseglern und Fallschirmen in dem hinter dem Strandabschnitt Sword gelegenen Teil der Normandie, um wichtige Schlüsselbrücken – unter anderem die Benouville-Brücke – zu nehmen, deutsche Panzerverbände vom Strand fernzuhalten und eine Artilleriebatterie bei Merville sowie deutsche Nachschubwege zu zerstören.
Die Operation glückte auf allen Linien. Die Einheiten konnten alle Schlüsselbrücken einnehmen und halten. Der Kampf um die Brücke über die Orne wurde zu einem der bekanntesten Ereignisse während der Invasion.
Die Benouville-Brücke wurde nach Erreichen der Luftlandedivision in Pegasusbrücke umbenannt. Als nach dem Zweiten Weltkrieg der Verkehr auf der über die Brücke führenden Straße anstieg, wurde die Pegasusbrücke durch eine vergrößerte Kopie der ursprünglichen Konstruktion ersetzt, um den historischen Gesamteindruck zu wahren. Die Originalbrücke ist heute Teil des Pegasus-Brücken-Museums.

### Operation Gambit
Operation Gambit war der Codename für die Platzierung von zwei Mini-U-Booten jeweils auf der linken und rechten Seite mit Navigationslichtern und Navigationsflaggen, um die Landeabschnitte Sword, Gold und Juno zu markieren. Die Boote waren die HMS X20 unter Lieutenant K. Hudspeth und die HMS X23 unter Lieutenant G. Honour. Sie verließen am Nachmittag des 2. Juni den Hafen von Portsmouth. Am Nachmittag des 4. Juni nahmen sie ihre Positionen an der Normandieküste ein und wurden kurz darauf von der Verschiebung der Invasion wegen der schlechten Wetterlage unterrichtet. Die HMS X23 lag vor der Orne-Mündung, dem kleinen Hafen von Ouistreham gegenüber, und die HMS X20 vor Arromanches, dort wo wenige Tage später der Mulberry-Hafen errichtet werden sollte.
Am Morgen des 6. Juni tauchten die beiden U-Boote in der rauen See auf und fuhren die fast fünf Meter langen Haltestangen mit den Signallichtern aus. Die grünen Lichter waren bis in acht Kilometer Entfernung auf dem Ärmelkanal zu erkennen. Von Land aus waren sie nicht zu sehen.
Mittels Funkfeuer und Echolot gaben die Boote den eintreffenden Minenlegern, die die Operation Maple ausführen sollten, Signale zur Orientierung. Die Invasionsflotte traf zur angegebenen Zeit ein und durchfuhr die gedachte Linie beider Boote. Bei Sonnenaufgang endete die Operation Gambit. Die Boote fuhren die Signalmasten ein und hissten die D-Day-Flagge.

### Operation Maple
Operation Maple war der Codename für das umfassende Auslegen von Seeminen zur Unterstützung der Operation Neptune. Die Hauptziele waren:
1. Verhinderung von Feindbewegungen im Ärmelkanal während der Landeoperationen aus Richtung der Nordsee
2. Verhinderung von Feindbewegungen im Ärmelkanal während der Landeoperationen aus Richtung des Atlantiks
3. Erzwingung eines seewärts gerichteten Kurses für Feindschiffe, der die alliierte Flotte nicht bei der Beschießung der Küstenbatterien behindert
4. Verhinderung von feindlichen maritimen Entlastungsvorstößen zur Unterstützung der Küstenverteidigung

Die Minen wurden nicht nur von seegestützten Einheiten wie der HMS Apollo und der HMS Plover ausgelegt, sondern sogar aus der Luft abgeworfen. Dazu startete die RAF in Großbritannien Bomber der Typen Handley Page H.P.57, Short Stirling und Avro Lancaster, die unter dem Kommando der britischen Marine operierten.
Der Beginn der Operation Maple lag im April 1944, als die Minenleger und Flugzeuge begannen, normale Seeminen in größerer Zahl auszulegen. Bis zum 9. Mai wurden diese Aktionen fortgeführt, wobei spezielle Minen bei IJmuiden, Hoek van Holland, der Scheldemündung, Boulogne-sur-Mer, Fécamp, Le Havre, und der Küste der Bretagne sowie bei den friesischen Inseln ausgelegt wurden.
Bis zum 28. Mai dauerte die zusätzliche Verminung der Umgebung von Ouessant und Cherbourg an. Eine weiträumige Verminungsaktion betraf die Insel Helgoland, das Kattegat und die Biskaya. In der Nacht vom 12. auf den 13. Mai warfen Mosquitos Minen in die Zufahrtsgewässer zur Ostsee bei Kiel ab.
Während des Invasionstages waren weitere Operationen zum Minenlegen bei Pointe de Barfleur, südwestlich von Le Havre, bei Étretat und vor Saint-Malo geplant. Nur die Minenlegung bei Étretat wurde aber tatsächlich ausgeführt. Die anderen Aktionen wurden in Anbetracht des hohen eigenen Schiffsaufkommens abgesagt.
Nach dem 6. Juni gingen die Minenlegungen durch Schiffe und Flugzeuge weiter. Vor allem die Aktionen vor Le Havre wurden nachgeholt. Weitere Minenfelder in der Biskaya und dem Ärmelkanal wurden aufgebaut.
In der Operation Maple legten die Briten insgesamt 6.850 Minen aus, davon 42 % von Schiffen und 58 % von Flugzeugen in 1.800 Einsätzen. Diese Minen verursachten beträchtliche Schäden an deutschen Schiffen und U-Booten und die deutsche Minensuchflotte kämpfte bis an ihre Grenzen mit den ausgesetzten Minen. Die alliierten Verluste beliefen sich auf nur einen Minenleger und 19 Flugzeuge.

## Ausführung der Operation Neptune

### Landung in der Normandie

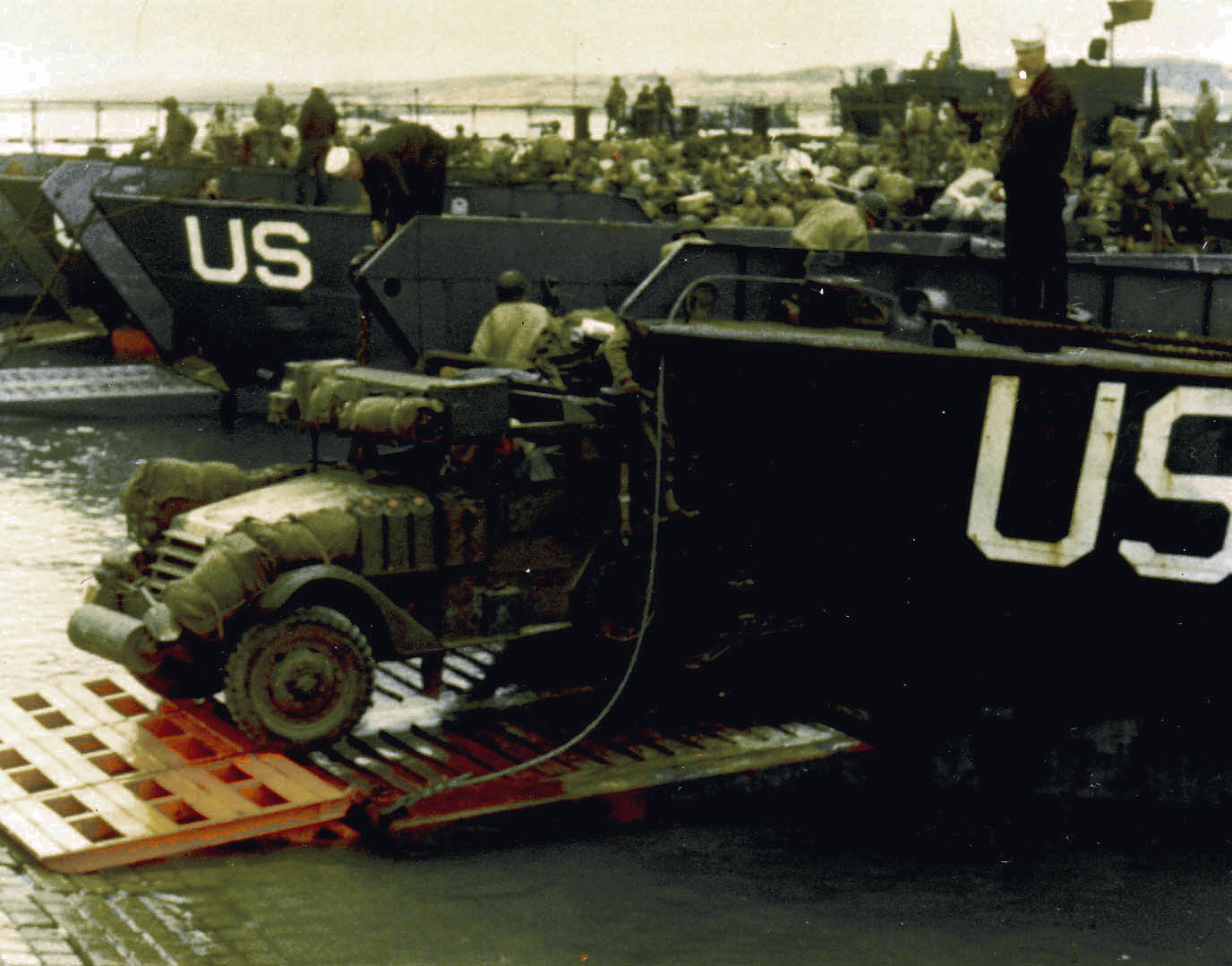
Amerikanische Landungsboote werden in einem englischen Hafen beladen

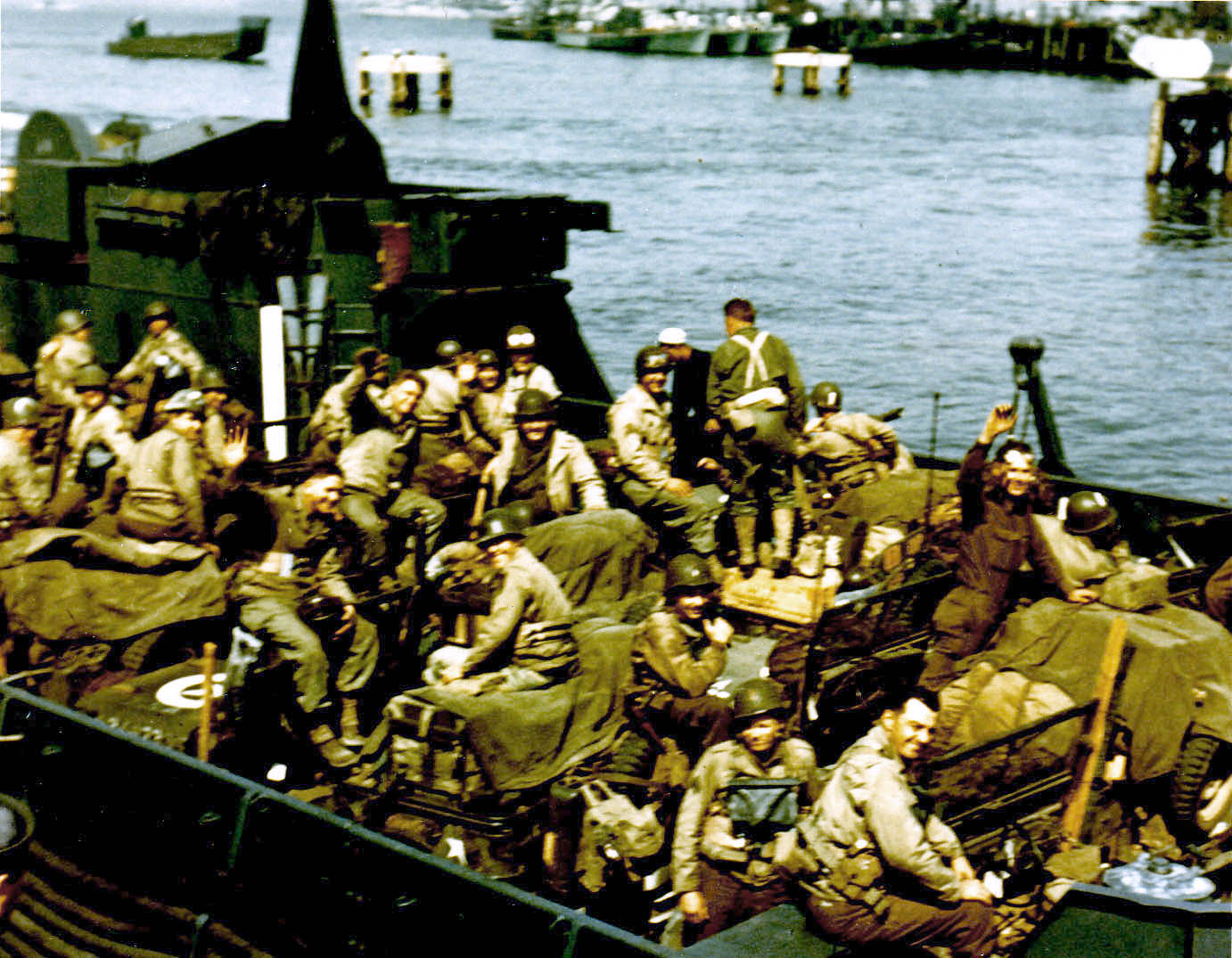
Voll besetzter amerikanischer Truppentransporter in einem englischen Hafen

Am 8. Mai 1944 setzte der alliierte Oberkommandierende des Supreme Headquarters Allied Expeditionary Force (SHAEF), General Dwight D. Eisenhower, den D-Day auf den 5. Juni 1944 fest. Nachdem am 4. Juni für den nächsten Tag schlechtes Wetter vorhergesagt wurde, verschob Eisenhower den Termin auf den 6. Juni. Auf der entscheidenden Sitzung um 04:15 Uhr am 5. Juni wurde dem Unternehmen grünes Licht gegeben (siehe Hauptartikel Wettervorhersage für den 5. und 6. Juni 1944 im Ärmelkanal). Daraufhin setzte sich eine riesige Kriegsmaschine in Gang, deren Ablauf seit 1943 minutiös geplant worden war.
Etwa 5.300 Schiffe aller Größen und Bauarten liefen am frühen Vormittag des 5. Juni aus und steuerten auf die Küste des Départements Calvados zu. Zur Sicherung der Flotte und zur Unterstützung der Bodentruppen stellten die Alliierten etwa 4.000 Jagdflugzeuge und 4.000 Bomber, zusammen mit anderen Flugzeugtypen, rund 11.000 Flugzeuge bereit. Der Angriff erfolgte auf einer Breite von 98 km zwischen Sainte-Mère-Église auf der Halbinsel Cotentin im Westen und Ouistreham im Osten. In den westlichen Abschnitten der amerikanischen Truppen mit den Codenamen Utah und Omaha landeten drei Infanteriedivisionen, in den angrenzenden Abschnitten Gold, Juno und Sword zwei britische und eine kanadische Division, insgesamt etwa 170.000 Mann an diesem Tag. Zudem wurden an der westlichen Flanke, an der Basis der Halbinsel Cotentin, die 101. US-Luftlandedivision und die 82. US-Luftlandedivision (Operation Detroit und Operation Elmira), sowie zwischen den Flüssen Orne und Dives die britische 6. Luftlandedivision (Operation Tonga) abgesetzt.
Die Landung kam für die deutsche Führung völlig unerwartet. Erst am 6. Juni um 3 Uhr morgens wurden die ersten Schiffe vor Port-en-Bessin gesichtet. Als um 04:30 die ersten Schiffe von Le Havre ausliefen um diese aufzuklären, wurden zur selben Zeit schon die deutschen Küstenbefestigungen von Flugzeugen bombardiert. Am Tag zuvor hatte der Oberbefehlshaber West geurteilt: „Ein unmittelbares Bevorstehen der ‚Invasion’ ist noch nicht erkennbar.“ Der Mitarbeiter im Wehrmachtführungsstab (WFStab) Walter Warlimont berichtet:

„Am 5. Juni 1944, dem Vorabend der Invasion, war sich das deutsche Hauptquartier nicht im geringsten gewahr, daß das entscheidende Ereignis des Krieges unmittelbar bevorstand. Keine Aufklärung hatte die mehr als 5000 Schiffe zu entdecken vermocht, die sich seit 24 Stunden über den Kanal in Richtung auf die Küste der Normandie bewegten; keine Lagebeurteilung, sei es von Rommel, von Rundstedt oder dem WFStabe, sah nach Wetter und Gezeiten eine Landung in nächster Zeit auch nur als wahrscheinlich an.“

### Deutsche Truppen
Der Streitmacht der Alliierten stand eine kaum vorhandene deutsche Luftwaffe gegenüber. Am Tag der Landung waren es genau zwei deutsche Flugzeuge, geflogen von Oberstleutnant Josef Priller und Feldwebel Heinz Wodarczyk, die die alliierten Landungstruppen angriffen, da alle anderen Flugzeuge am 4. Juni ins Landesinnere verlegt worden waren. Im Verlaufe des D-Day besaßen die Alliierten die absolute Luftherrschaft.
Den gut ausgerüsteten alliierten Divisionen standen fünf deutsche Divisionen gegenüber, von denen nur drei beweglich und motorisiert waren. Der Oberkommandierende im Westen, Generalfeldmarschall Gerd von Rundstedt, war beim Einsatz seiner drei Panzerdivisionen im Bereich der Normandie durch Weisungen Hitlers gebunden. Die Panzerverbände durften nur auf ausdrücklichen Befehl Hitlers eingesetzt werden. Generalfeldmarschall Rommel, Befehlshaber der deutschen Divisionen im Invasionsraum (Heeresgruppe B), war an diesem entscheidenden Tag auf Urlaub im heimatlichen Württemberg.
Rommel hatte sich stark für den Ausbau der Strandbefestigungen und des nahen Hinterlandes mit Hindernissen und Minen eingesetzt. Große Teile des Landegebietes der amerikanischen Fallschirmjäger im Westen waren von deutschen Pionieren durch Stauung der Flüsse Merderet und Douve überschwemmt. Auf zur Landung von Lastenseglern geeigneten Feldern wurden Holzpfähle eingerammt, die sogenannten „Rommelspargel“. Die Strände waren überall dort, wo eine Landung möglich war, mit Bunkern, Minen, Über- und Unterwasserhindernissen verstärkt. Die Invasion war für die Deutschen keineswegs eine Überraschung; nur der Ort und die Zeit waren unbekannt.
Allerdings wusste die deutsche Abwehr von zwei Zeilen aus Paul Verlaines Gedicht Herbstlied, die kurz vor der Invasion Störaktionen der französischen Widerstandsbewegung auslösen sollten, und die über BBC verlesen wurden. Die entscheidende zweite Strophe kündigte die Invasion innerhalb der nächsten 48 Stunden gerechnet von 00:00 Uhr des auf die Durchsage folgenden Tages an. Diese Strophe wurde am 5. Juni um 21:15 Uhr von deutschen Funkstellen abgehört. Die 15. Armee, die allerdings am Pas de Calais, einem weiteren möglichen und von den Deutschen als wesentlich wahrscheinlicher betrachteten Invasionsgebiet stationiert war, wurde daraufhin in Alarmbereitschaft versetzt. Die 7. Armee in der Normandie wurde – aus nicht mehr nachzuvollziehenden Gründen – nicht benachrichtigt.
Der einzige deutsche motorisierte Kampfverband im unmittelbaren Landungsbereich der Alliierten war die 21. Panzer-Division. Ihr Kommandeur war seit August 1943 Generalmajor Edgar Feuchtinger (1894–1960); dieser war im Ersten Weltkrieg Artillerist gewesen. Wissend, dass er keine Kenntnisse in der Führung von Panzern hatte, überließ er seinen im Panzerkampf erfahrenen Regiments-Kommandeuren Ausbildung und Führung ihrer Verbände. Feuchtinger hielt sich sehr häufig in Paris auf; so auch am 6. Juni 1944.
Seine Division griff Richtung Caen und Strand an; dieser Angriff blieb im Feuer von schwerer Schiffsartillerie und von Bombenabwürfen der Alliierten liegen und wurde von den Regimentskommandeuren abgebrochen.

### Luftoperationen
In der Nacht auf den 6. Juni flog die Royal Air Force zwei Ablenkungsmanöver zur Täuschung der deutschen Verteidiger.
16 Lancaster flogen im Tiefflug ein Manöver vor der Küste am Kap d’Antifer und warfen im Rahmen der Operation Taxable Streubomben ab. Zusammen mit einer Deckungsoperation durch die Royal Navy wurde damit ein Invasionskonvoi simuliert.
In der Operation Glimmer flogen sechs Short Stirling ein gleichgeartetes Manöver, um einen Invasionskonvoi in Richtung Boulogne-sur-Mer zu simulieren.
Die 8th Air Force flog zur Vorbereitung der Invasion vier Einsätze mit schweren Bombern über der Normandie.
Während der ersten Mission flogen 1.361 Bomber, von denen 1.015 die deutschen Küstenstellungen angriffen. 47 Maschinen bombardierten Warenumschlagplätze in Caen und 21 Bomber andere Ziele. Durch schlechte Sicht und das teilweise Fehlen von Pfadfinderflugzeugen kam es gehäuft zu Fehlabwürfen von Bomben.
Die zweite Welle bombardierte weitere wichtige Transportpunkte im vorgesehenen Invasionsgebiet. Allerdings mussten die meisten der 528 Bomber aufgrund der nun geschlossenen Wolkendecke mit ihrer Bombenlast wieder umkehren. 37 Maschinen griffen aber ihre Ziele bei Argentan an.
Das wichtige deutsche Kommunikationszentrum in Caen war das Ziel der dritten Welle. 56 B-24-Bomber warfen ihre Bomben durch die Wolkendecke.
Die vierte Welle griff mit 553 Bombern Ziele in Vire, Saint-Lô, Coutances, Falaise, Lisieux, Thury-Harcourt, Pont-l’Évêque, Argentan und Condé-sur-Noireau an.

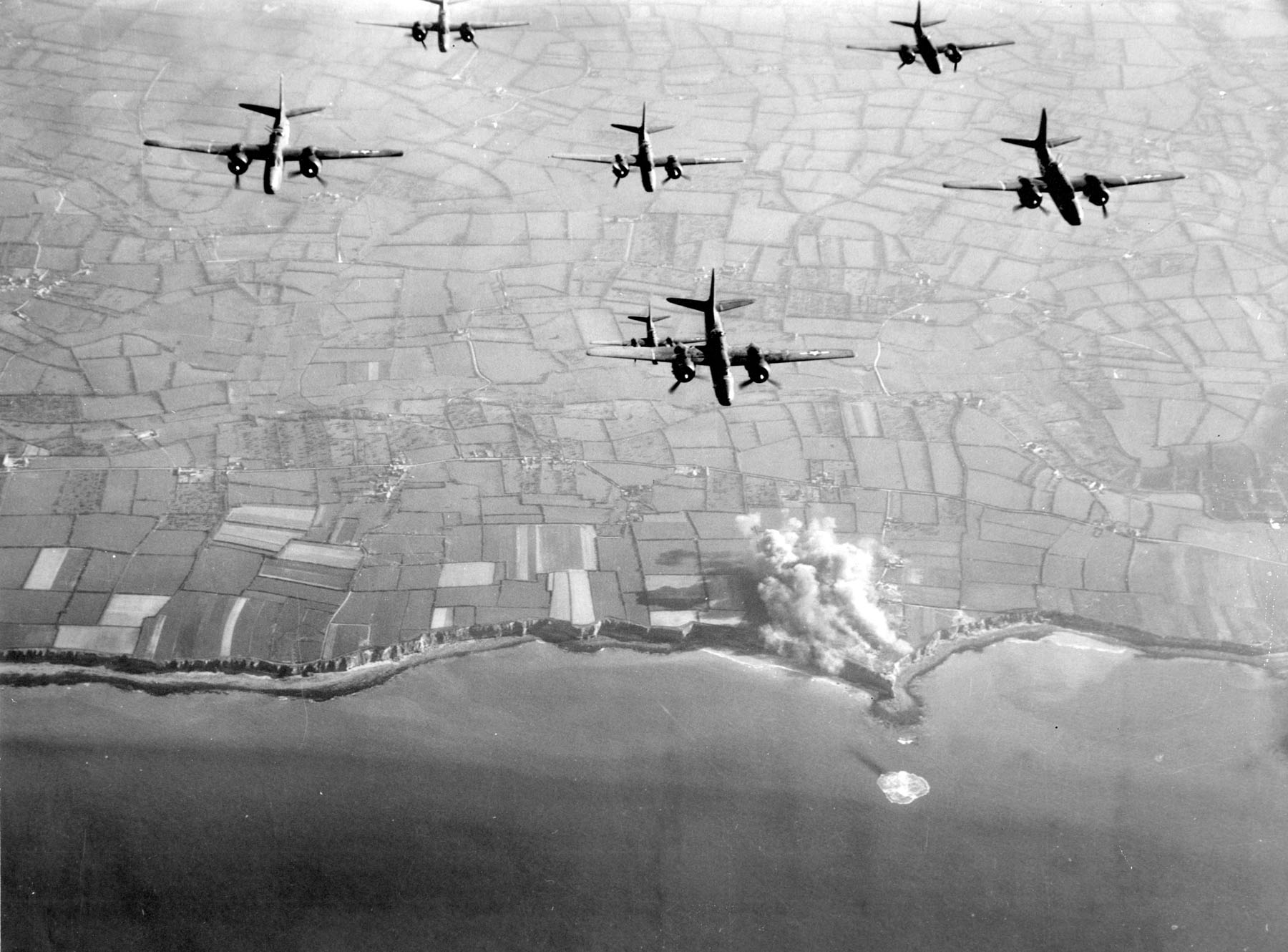
Bombardierung von Pointe du Hoc durch Bomber der 9th Air Force

Insgesamt warfen die Bomber der 8th Air Force 3.596 t Bomben auf die Normandie. Dabei verloren sie nur drei Maschinen durch das Feuer deutscher Flak und eine Kollision.
Die Begleitjäger sollten nicht nur die Bomber begleiten, sondern auch auf jedes sich bewegende Ziel im Kampfgebiet schießen und die alliierten Schiffe beschützen. Die Jäger flogen insgesamt 1.880 Einsätze. Dabei attackierten sie 17 Brücken, zehn Rangierbahnhöfe und etliche andere Ziele, darunter Konvois, Güterwagen, Straßen- und Schienenkreuzungen, Gleisanlagen, Tunnel und einen Damm. Auf deutschen Widerstand trafen sie dabei nicht. Die Jäger konnten 28 deutsche Maschinen am Boden zerstören und 14 schwer beschädigen. Weiterhin wurde eine Anzahl von Lokomotiven, LKWs, Tankwagen, Panzerwagen, Lastkähnen und Schleppern beschädigt. Die 8th Air Force verlor bei den Einsätzen 25 Jäger.
Die 9th Air Force (Lt. Gen. Lewis H. Brereton) griff mit mehr als 800 A-20 und B-26 Bombern die deutschen Küstenbatterien, Straßen- und Schienenkreuzungen sowie Brücken an. Mehr als 2.000 Jäger begleiteten Tiefflieger auf ihren Angriffsmissionen an der französischen Normandieküste. Etwa 30 Maschinen gingen dabei verloren.

### Luftlandeoperationen
Zwischen 22:00 Uhr und 24:00 Uhr starteten etwa 1.300 Transportmaschinen und Lastensegler der alliierten Luftlandedivisionen zu den Operationen Titanic, Detroit, Chicago und Tonga.

#### Operation Titanic
Etwa gegen Mitternacht befand sich eine kleine Flotte aus 40 Hudsons, Halifaxes und Stirlings über der Cotentin-Halbinsel. Um 00:11 Uhr landeten zwei SAS-Teams im Rahmen der Operation Titanic 50 Kilometer westlich von Dieppe bei Yvetot. Zusammen mit 200 Paradummies hatten sie die Aufgabe, unter den Deutschen für Verwirrung zu sorgen und von den eigentlichen Landungen abzulenken. Bei den Absprüngen wurden zur Täuschung der Radarsignale auch Aluminiumstreifen (sog. Düppel) abgeworfen, welche die Signalanzahl deutlich erhöhten. Am Boden starteten die SAS-Agenten mitabgeworfene Maschinengewehrfeuer-Simulatoren und die aus der Ferne wie britische Fallschirmjäger aussehenden Puppen zerstörten sich kurz nach der Landung mit einer Explosivladung selbst und brannten ab. Dies sah für die Deutschen wie das Verbrennen eines Fallschirms aus und sie mussten davon ausgehen, dass der zugehörige Soldat in Deckung gegangen war. Die SAS-Agenten hatten strikten Befehl, auf die Deutschen mit scharfer Munition zu schießen, aber einige entkommen zu lassen, um sie die vorgetäuschten Landungsplätze weitermelden zu lassen. Nach etwa 30 Minuten zogen sie sich zurück. Gleichartige Absprünge fanden 8 Kilometer westlich von Saint-Lô mit 200 Paradummies, östlich der Dives mit 50 Paradummies und südwestlich von Caen mit weiteren 50 Puppen statt. Lieutenant Noel Poole war der erste Soldat, der im Rahmen dieser Operation über der Normandie absprang. Von den 40 Flugzeugen schossen die Deutschen zwei Stirlings ab.

#### Operationen Detroit, Chicago und Tonga
Die ersten Markierungstrupps für die Landezonen der nachfolgenden Fallschirmjäger und Lastensegler der Operationen Detroit und Chicago sprangen zwischen 00:00 Uhr und 00:20 Uhr über der Normandie ab. Sie hatten nur 30 Minuten Zeit die Umgebung zu erkunden und die Zonen mit Leuchtfeuern und „Eureka“-Radarsendern zu markieren. Die „Eureka“-Signale konnten an Bord der Flugzeuge von den „Rebecca“-Empfängern geortet und der Kurs darauf ausgerichtet werden. Einigen Markierungsteams gingen die Leuchtfeuer und Radartransponder jedoch im Sumpfgebiet um die Landezonen herum verloren. Aufgrund der immer noch dichten Bewölkung und des starken Seitenwinds konnten Teams nicht an den korrekten Plätzen niedergehen. Ein Team landete sogar versehentlich in einer anderen Landezone. In der vermeintlichen Gewissheit, am richtigen Ort zu sein, begannen sie das Signal der falschen Zone zu senden.
Die Lastensegler der britischen Operation Tonga landeten gegen 00:16 Uhr bei den Brücken über den Caen-Kanal und der Orne. Etwa eine Dreiviertelstunde später landete der Großteil der Luftlandedivisionen. Aufgrund der schlechten Wetterlage, der Verwirrungen um die Landemarkierungen sowie des stark einsetzenden Feuers der deutschen Flak hatten vor allem die amerikanischen Piloten der Transportmaschinen Probleme, die Flugverbände zusammenzuhalten. Die US-Fallschirmjäger verstreuten sich über ein sehr großes Gebiet. Die britischen Fallschirmjäger hatten dagegen weniger Probleme.
In der Dunkelheit irrten die Soldaten herum; versuchten ihre Einheiten zu finden und ihre Ziele, wie Brücken, Straßen- und Eisenbahnkreuzungen sowie kleine Städte und Dörfer, die erobert werden sollten. Viele der schwer bepackten Fallschirmjäger ertranken im überschwemmten Marschland. Die allgemeine Verwirrung war bei den Alliierten und den Deutschen groß. In den ersten Nachtstunden gab es noch keine großen Gefechte. Nur hier und da entbrannten Gefechte um kleinere Ortschaften und Stoßtrupps der beiden Seiten beschossen sich gegenseitig.
Erst um 02:11 Uhr unterrichtete ein Offizier der deutschen 716. Infanterie-Division General Erich Marcks, den kommandierenden General des LXXXIV. Armeekorps in Saint-Lô, über feindliche Luftlandungen östlich der Orne. Vier Minuten später traf ein Anruf von der 709. Infanterie-Division ein, der von den Luftlandungen bei Sainte-Mère-Église berichtete. Marcks rief sofort für alle deutschen Bataillone, Batterien und Regimentshauptquartiere die höchste Alarmstufe aus.

### Aktionen von See aus

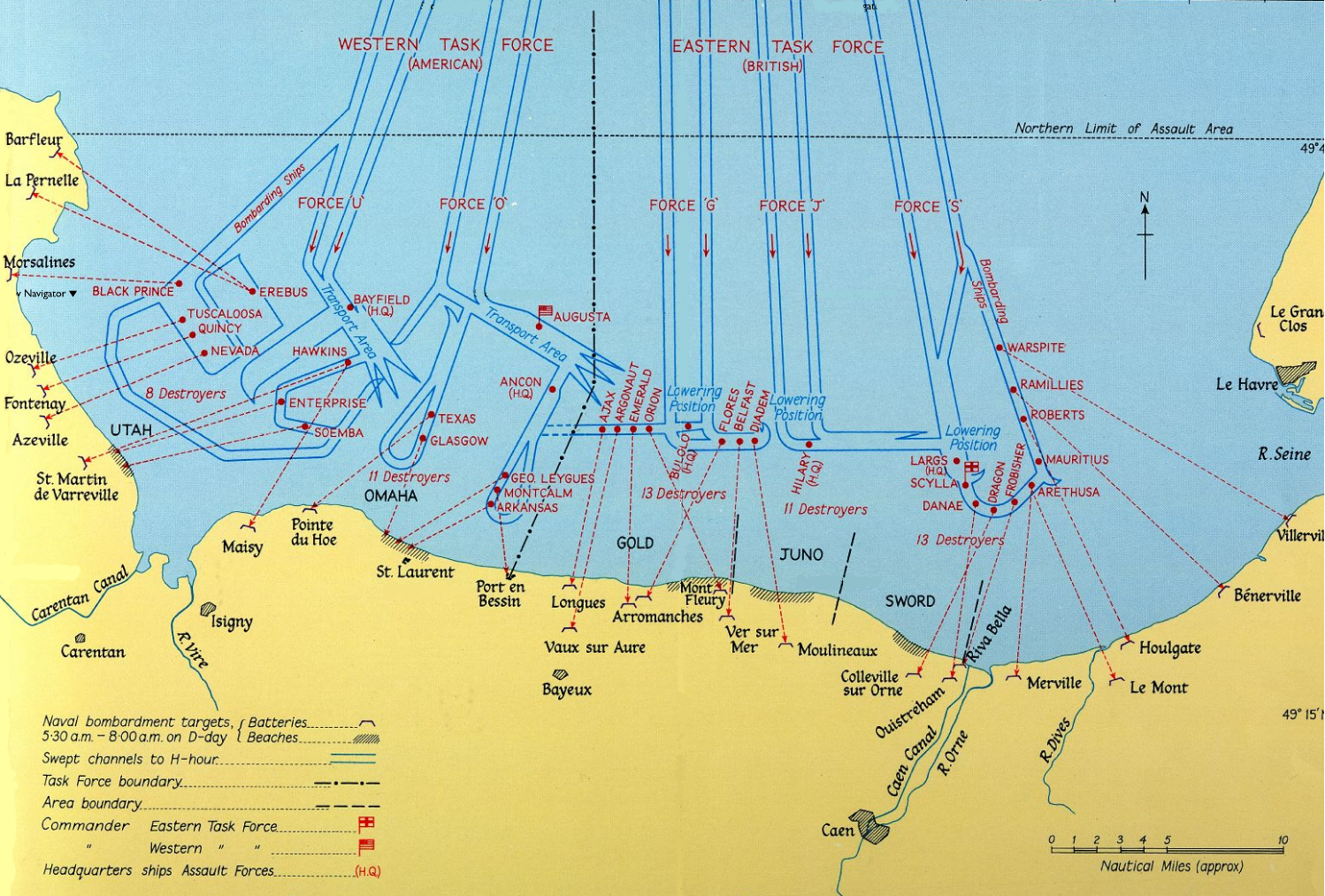
Alliierter Beschuss von See

Die ersten Schiffe, die vor der Normandieküste vor Anker gingen, waren die USS Bayfield um 02:29 Uhr 21 Kilometer vor Utah Beach mit General J. Lawton Collins an Bord und die USS Ancon um 02:51 Uhr 20 Kilometer vor Omaha Beach. Nach und nach erreichten auch die anderen 5.300 Schiffe der Invasionsflotte ihre Positionen. Viele der an Bord befindlichen Soldaten litten nach der stundenlangen Überfahrt in schwerer See unter der Seekrankheit.
Um 04:15 Uhr begannen die Landungstruppen, in die Landungsboote (LCVPs und LCAs) umzusteigen.
Da SHAEF etwa drei Wochen vor D-Day noch der Überzeugung war, dass auf den Saint-Marcouf-Inseln 5,5 Kilometer vor Utah Beach eine starke deutsche Batterie stünde, landeten dort gegen 04:30 Uhr vier Einzelkämpfer der 4. und 24. Kavallerieschwadron. Nur mit Messern bewaffnet gingen sie an Land, um die dortigen Strände für die weiteren Landungsboote, die kurz darauf 132 weitere Soldaten unter Lieutenant-Colonel Edward C. Dunn brachten, zu markieren. Auf den Inseln befand sich kein einziger deutscher Soldat, aber die Strände waren schwer vermint worden. Zwar gelang es Dunn noch, das Sicherungssignal an die Flotte zu senden, aber 19 seiner Männer starben in den Minenfeldern. Die vier Soldaten Kenzie, Killeran, Olsen und Zanders waren die ersten, die während der Invasion Europa von See aus erreichten.

### Die eigentliche Landung beginnt
Aufgeschreckt durch die Meldungen von der Küste, beorderte Generalfeldmarschall Gerd von Rundstedt die 12. SS-Panzer-Division „Hitlerjugend“ und die Panzer-Lehr-Division gegen 04:30 Uhr sofort nach Saint-Sever-Calvados (südlich von Saint-Lô, östlich des Küstenortes Granville, 70 km westlich von Falaise).
Generaloberst Alfred Jodl im Oberkommando der Wehrmacht, der über diesen Befehl verärgert war, da beide Divisionen als OKW-Reserve dem Führerhauptquartier unterstanden, nahm zwei Stunden später die Order wieder zurück und entschied, so lange zu warten, bis Hitler aufgewacht sei.
Etwa um 04:30 Uhr – 45 Minuten vor der einsetzenden Morgendämmerung – befanden sich die ersten Landungsboote auf dem Weg zu den Stränden Utah und Omaha. Sie hatten mit dem hohen Wellengang, Strömungen und starkem Seitenwind zu kämpfen, der sie immer wieder von ihrem vorgesehenen Kurs abbrachte.
Das deutsche Gruppenkommando West ließ um 04:35 Uhr Aufklärungspatrouillen auslaufen. Die 5. Torpedoboot-Flottille, die 15. Patrouillenboot-Flottille und die 38. Minensuchflottille liefen in der Seinemündung aus. Beiderseits der Cotentin-Halbinsel kreuzten die 5. und die 9. Schnellboot-Flottille. Korvettenkapitän Heinrich Hoffmann verließ mit den drei einsatzbereiten Booten der 5. Torpedoboot-Flottille, der T 28, der Jaguar und der Möwe, Le Havre und befand sich um 05:30 Uhr mit seinen Booten direkt vor den britischen Schiffen vor dem Sword Beach. Hoffmann entschloss sich, sofort anzugreifen, und ließ 18 Torpedos abschießen. Die alliierten Schiffe um die Warspite reagierten sofort mit Ausweichmanövern und konnten den anlaufenden Torpedos ausweichen. Nur der norwegische Zerstörer Svenner bekam einen direkten Treffer mittschiffs und sank. Unterdessen hatten die deutschen Boote gewendet und entkamen im Nebel.

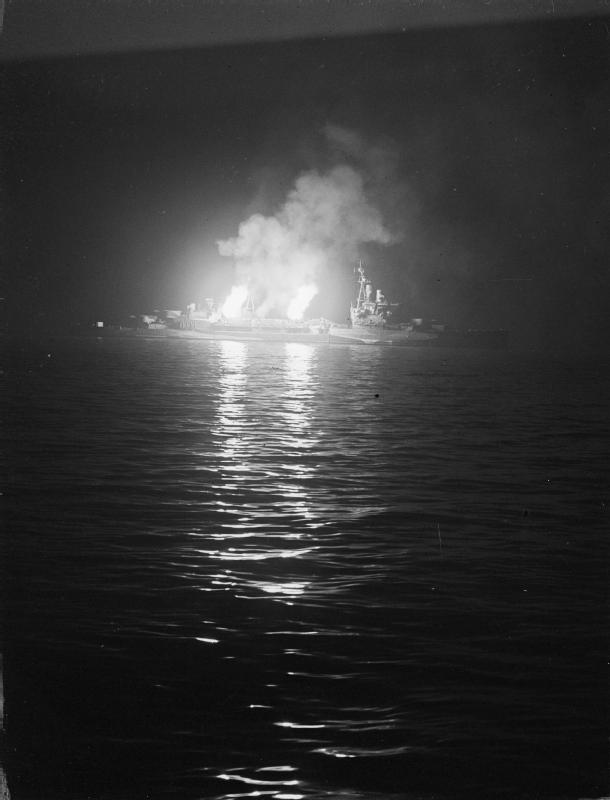
Der britische Kreuzer Belfast beschießt die Normandieküste

Kurz nach 05:00 Uhr liefen im deutschen Hauptquartier mehr und mehr Meldungen über feindliche Gleiterlandungen im Ornegebiet ein. Die Artilleriestellung bei Longues-sur-Mer begann um 05:37 Uhr, das Feuer auf den Zerstörer USS Emmons vor dem Omaha Beach zu eröffnen. Die abgefeuerten zehn Schüsse verfehlten aber das amerikanische Schiff. Als nächstes Ziel geriet das Schlachtschiff USS Arkansas ins Visier der Batterie. Auch hier konnten keine Treffer verzeichnet werden. Im Gegenzug eröffnete die USS Arkansas um 05:52 Uhr das Feuer auf die Batterie und feuerte 130 Schüsse auf sie ab, die aber alle ihr Ziel verfehlten. Als näher liegende Ziele auftauchten, richtete die deutsche Batterie ihre Rohre auf diese aus.
Die vor Utah Beach liegenden Schlachtschiffe und Kreuzer begannen mit ihrem Küstenbeschuss um 05:55 Uhr. Kurz darauf bombardierten 276 B-26 sieben Ziele zwischen Dunes-de-Varreville und Beauguillot. Unterdessen näherten sich die Landungsboote dort immer weiter der Küste. Die deutschen Geschützstellungen bei Omaha Beach sollten zu diesem Zeitpunkt ebenfalls angegriffen werden. Vierville wurde zwar von Bomben der anfliegenden 480 B-24 getroffen, doch wegen der äußerst geringen Sichtweite und niedrigen Wolkendecke war die Mission ein Fehlschlag. Die Verteidigungsstellungen bei Omaha Beach blieben unbeschädigt und 117 Bomber traten voll beladen den Rückflug an.
Um 06:30 Uhr, 30 Minuten nach Sonnenaufgang, begannen die Landungen an Utah- und Omaha-Beach. Die vor der Küste liegenden Schiffe hatten ihren Beschuss kurz zuvor eingestellt oder ihre Ziele weiter ins Hinterland verlegt, um die Soldaten an den Stränden nicht zu gefährden.
Die Royal Air Force bombardierte ab etwa 07:00 Uhr die deutschen Stellungen und Geschützbatterien an den Abschnitten Gold Beach und dem westlichen Juno Beach zwischen Longues-sur-Mer und Courseulles-sur-Mer mit 385 B-17. Der östliche Bereich des Juno-Abschnittes und Sword Beach zwischen Bernières-sur-Mer und Ouistreham wurde von weiteren 322 Maschinen angeflogen.
Zur Ausschaltung der deutschen 155-mm-Küstenbatterie auf dem Pointe du Hoc, die die Landungstruppen an den Abschnitten Utah und Omaha bedrohte, landeten um 07:10 Uhr 225 Ranger und begannen, das 30 Meter hohe Kliff von der an der Küste liegenden Ostseite aus zu ersteigen.

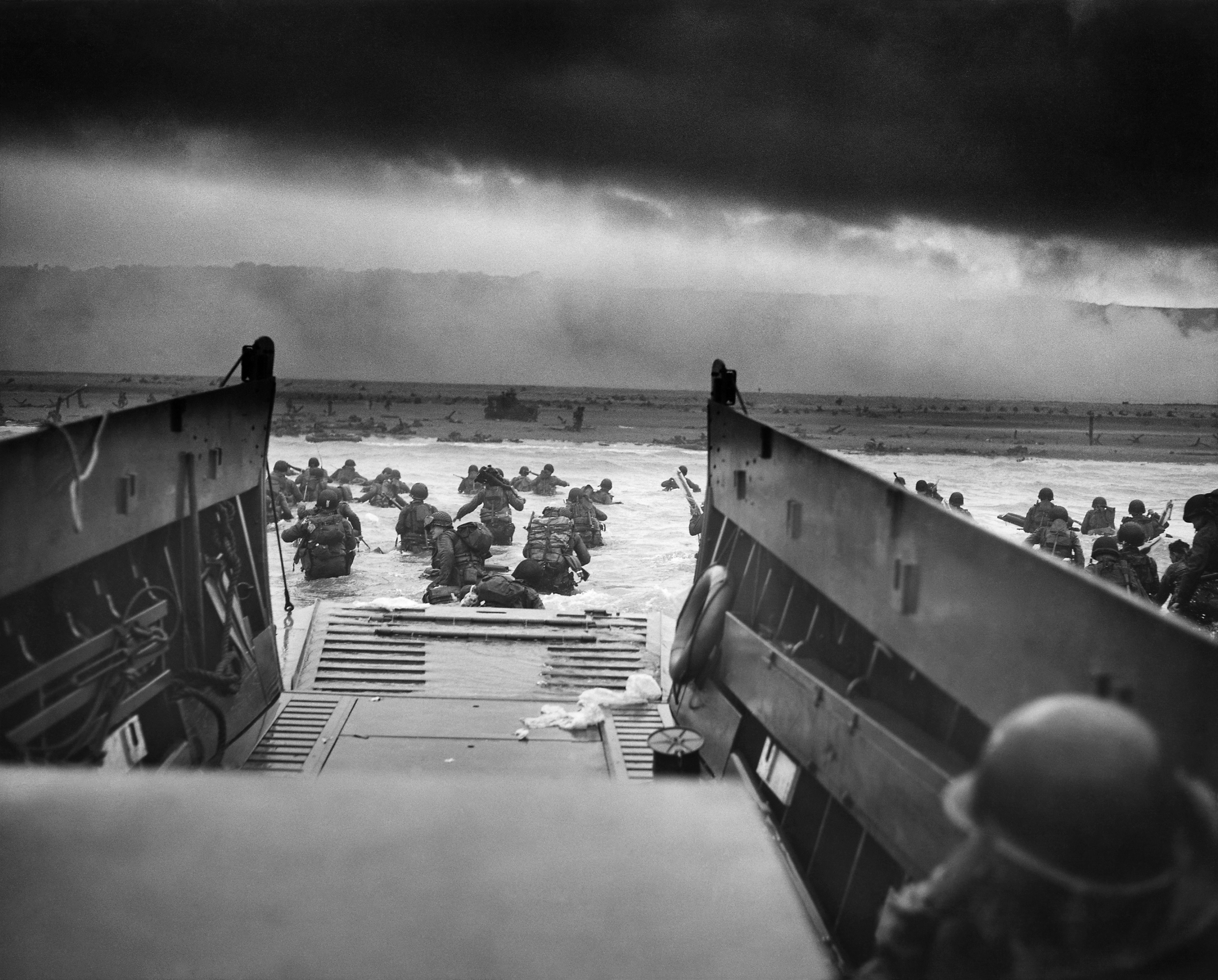
Into the Jaws of Death: D-Day, Amerikaner landen am Omaha Beach

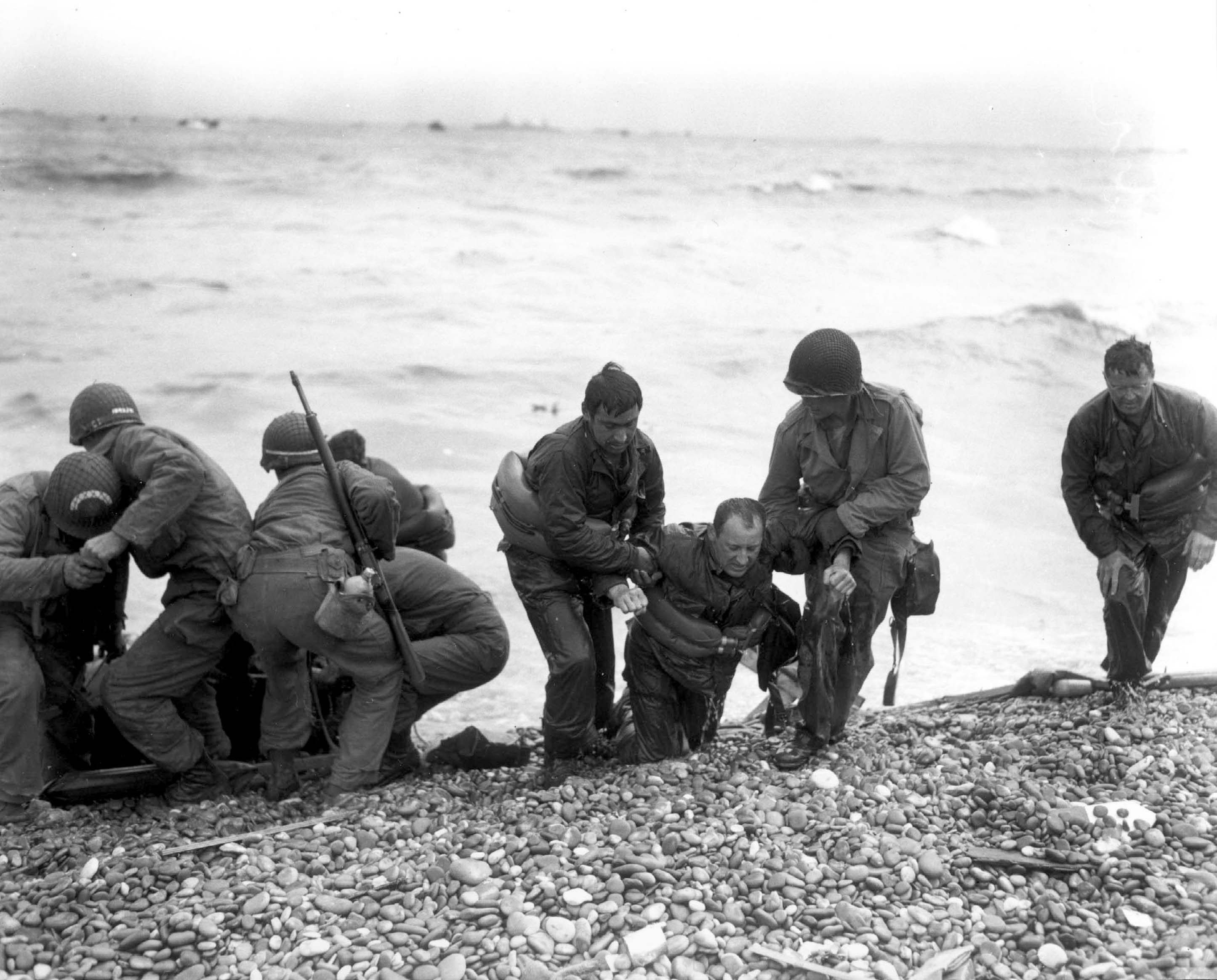
Rettungsaktion am Omaha Beach

Die britischen, kanadischen und französischen Einheiten begannen zwischen 07:25 Uhr und 07:45 Uhr die Landungen an den Stränden der Abschnitte Gold, Juno und Sword. Etwa zu dieser Zeit ging in Herrlingen ein Telefonat bei Rommel ein, mit dem ihn sein Führungsstab über die gemeldeten feindlichen Fallschirmlandungen in der Normandie informierte. Weitere Informationen wurden für später erwartet.
Im Verlauf des Tages gelangen an allen Stränden die Landungen und der Vormarsch über die Strände hinweg ins Landesinnere. Am Omaha Beach war die Lage bis zum frühen Nachmittag allerdings so kritisch, dass sogar eine Evakuierung des Strandes in Erwägung gezogen wurde. Schwere Verluste hatten auch die Kanadier am Juno Beach. Die hohen Verlustzahlen entstanden unter anderem auch deshalb, weil sich deutsche Schützen in den Ruinen der Häuser am Strand verschanzt hatten und aus diesen auf die angreifenden Truppen schossen. Die Schützen konnten nur schwer ausgemacht werden und große Luft- bzw. Seeangriffe konnten nicht erfolgen, da die eigenen Truppen bereits gelandet waren.
Bei der Bombardierung der Strandabschnitte sollen einige alliierte Verbände die Bomben verzögert abgeworfen haben, um die eigenen Truppen am Strand nicht zu gefährden. Nachweisbar ist, dass im Hinterland einige französische Dörfer schwer getroffen wurden, aber nicht alle Bunkeranlagen am Strand. Weiterhin gingen während der Landung viele der provisorisch zu Schwimmpanzern umgebauten Sherman-Panzer (DD-Panzer) verloren, ohne den Strand zu erreichen. Der teilweise schwere Seegang ließ die Fahrzeuge volllaufen und kentern.
Die deutschen Stellungen, die teilweise mit Soldaten aus eroberten oder verbündeten Ländern besetzt waren, wurden nach und nach eingenommen. Die Kämpfe wurden auf beiden Seiten mit großer Härte geführt.
Gegen 07:30 Uhr erreichten Einheiten der 101. US-Luftlandedivision den Abschnitt Utah Beach am Ausgang 3 bei Audouville-la-Hubert. Die von den Strandeinheiten gebildeten Patrouillen hinter den Dünen stießen auf immer mehr Fallschirmjäger der beiden Divisionen. Zwischen 08:00 Uhr und 09:00 Uhr begannen alle alliierten Truppen von den Stränden aus – mit Ausnahme des Bereiches Omaha Beach – mit dem Vorstoß ins Inland.
Hitler erwachte um 09:15 Uhr und ließ sich die letzte Nachrichtenlage erläutern. Umgehend berief er ein Treffen mit Keitel und Jodl ein. Zur selben Zeit verkündete das SHAEF sein erstes Kommuniqué über Rundfunk, in dem die Landung in der Normandie der Öffentlichkeit bekannt gegeben wurde. Rommel, der von den Seelandungen immer noch nicht unterrichtet worden war, rief gegen 10:00 Uhr seinen Stabschef Hans Speidel an, um weitere Informationen zu erhalten. Daraufhin entschied er sich umgehend, ein geplantes Treffen mit Hitler abzusagen und in die Normandie zurückzukehren.

### Am Ende des Tages

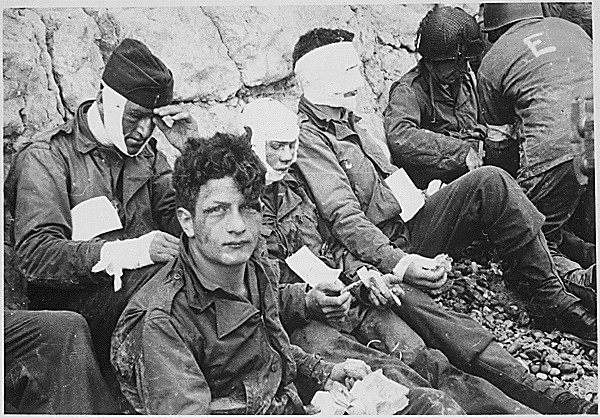
Amerikanische Verwundete am Abschnitt Omaha Beach

Am Abend des D-Day waren die Briten und Kanadier auf einer Frontbreite von 32 km durchschnittlich 9 km tief vorgestoßen. Das war gerade halb so weit, wie es die Planungen vorsahen. Die schwachen deutschen Kräfte hatten aber keine Möglichkeit mehr, die Alliierten „ins Meer zurückzuwerfen“. Die für die Deutschen so wichtigen Panzerdivisionen waren von Hitler zu spät freigegeben worden, weil dieser auf dem Berghof bei Berchtesgaden noch geschlafen hatte. Man hatte nicht gewagt, ihn aufzuwecken und die Botschaft vom Einfall der Alliierten in der Normandie zu überbringen. So gingen am Tage während des Marsches zum Invasionsgebiet durch die alliierte Luftwaffe viele Panzer verloren, die bei einem Nachtmarsch und früherer Alarmierung noch hätten zum Einsatz gebracht werden können.
Im amerikanischen Abschnitt Omaha war eine Breite des Landekopfes von etwa 6 km erreicht worden, der aufgrund des starken deutschen Widerstandes allerdings nur 2,5 km Tiefe hatte. Im Abschnitt Utah hatte der Landekopf eine Breite von 4 km und eine Tiefe von 6 km. Dort war die Verbindung mit einer Luftlandedivision bereits hergestellt, die andere war noch westlich des Flusses Merderet abgeschnitten. Die Brückenköpfe der Amerikaner und Briten hatten zu diesem Zeitpunkt noch keine Verbindung.

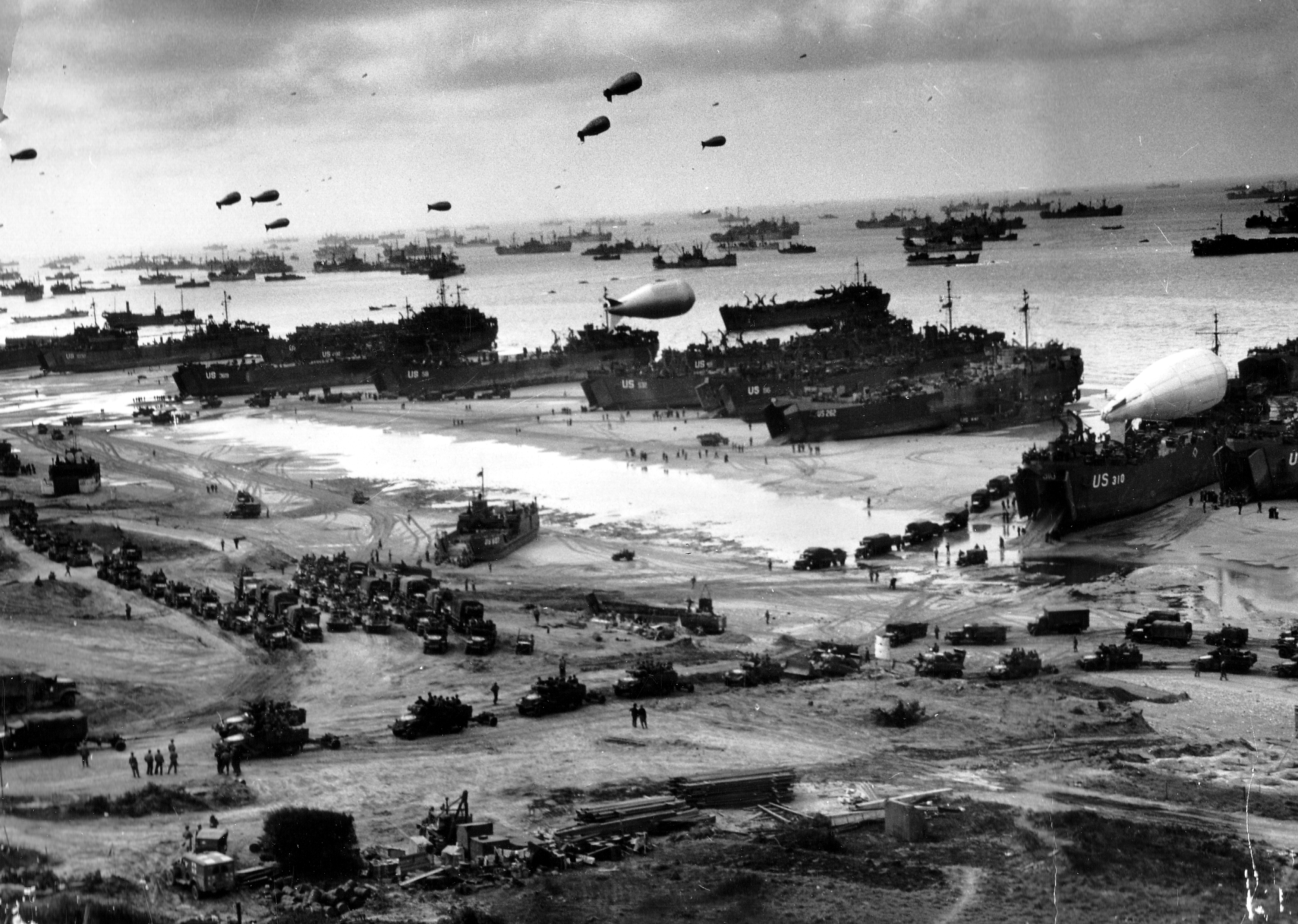
Nach der Landung

Die gemeldeten Ausfälle der Einheiten können aufgrund des Chaos dieses Tages nur ungefähr wiedergegeben werden:
- zwei US-Luftlandedivisionen: ca. 6.400 Ausfälle
- zwei US-Infanteriedivisionen: ca. 4.600 Ausfälle
- britische Luftlandedivision: ca. 850 Ausfälle
- drei britische und kanadische Divisionen: ca. 4.000 Ausfälle

Auf deutscher Seite wurde eine Division fast vollständig vernichtet und die 21. Panzerdivision erlitt schwere Verluste.
In der New York Times wurde noch zwei Wochen nach dem D-Day, am 23. Juni 1944, die unter Berufung auf Untergrundkreise von der Nachrichtenagentur Associated Press verbreitete Vermutung wiedergegeben, dass Hitler während der Gefechte selbst im Hauptquartier in Le Mans gewesen sei, sich aber über Troyes an der Seine nach Berchtesgaden zurückgezogen habe, „weil er es sich nicht leisten wollte, eine weitere Niederlage mit seinem Namen verknüpft zu sehen“.
Der US-Soldatenfriedhof bei Colleville-sur-Mer in der Normandie erinnert heute noch an diesen Tag.
Die nun beginnende Schlacht um die Normandie sollte bis weit in den August dauern und deutlich mehr Opfer fordern als dieser erste Tag. Siehe
Schlacht um Caen· Schlacht um Carentan · Schlacht um Cherbourg · Schlacht um Saint-Lô · Operation Cobra · Schlacht um die Bretagne · Unternehmen Lüttich · Kessel von Falaise · Schlacht um Paris

## Beteiligte Schiffe
79 % der eingesetzten Schiffe waren britisch und kanadisch, 16,5 % US-amerikanisch, weitere 4,5 % gehörten anderen alliierten Staaten an.
| Schiff                           | Anzahl |
| Kampfschiffe                     | 1.213  |
| Landungsschiffe und -Boote       | 4.126  |
| Unterstützungsschiffe und -Boote | 736    |
| Handelsschiffe                   | 864    |
| Insgesamt                        | 6.939  |

## Übersicht über die Operationen
| Teiloperation                                                                                    | Einheit(en)                         | Aufgabe |
| ------------------------------------------------------------------------------------------------ | ----------------------------------- | --- |
| Operation Titanic                                                                                | Special Air Service                 | Täuschung der deutschen Verteidiger. z. B. durch Absetzen von Paradummies an vorher ausgesuchten strategischen Stellen.  |
| Operation Boston                                                                                 | 9. US-Truppentransportkommando      | Einfliegen der 82nd US-Airborne Division zur Eroberung von deutschen Stellungen hinter dem Utah-Strand                   |
| Operation Detroit                                                                                | 9. US-Truppentransportkommando      | Gleitertransport der 82nd US-Airborne Division                                                                           |
| Operation Elmira Operation Galveston Operation Hackensack Operation Freeport Operation Memphis   | 9. US-Truppentransportkommando      | Nachschubflüge für die 82nd US-Airborne Division                                                                         |
| Operation Albany                                                                                 | 9. US-Truppentransportkommando      | Einfliegen der 101st US-Airborne Division zur Eroberung von deutschen Stellungen hinter dem Utah-Strand                  |
| Operation Chicago                                                                                | 9. US-Truppentransportkommando      | Gleitertransport der 101st US-Airborne Division                                                                          |
| Operation Keokuk                                                                                 | 9. US-Truppentransportkommando      | Nachschubflüge für die 101st US-Airborne Division                                                                        |
| Operation Sunflower I - III Operation Coney Operation Robroy I, II, III …                        | Britisches Truppentransportkommando | Luftlandungsflüge mit SAS-Einheiten Nachschubflüge für die britischen Einheiten hinter den Stränden Sword, Gold und Juno |
| Operation Tonga                                                                                  | 6th British Airborne Division       | Eroberung von deutschen Stellungen hinter dem Sword-Strand                                                               |
| Operation Gambit                                                                                 | Royal Navy                          | U-Boote zur Einweisung der Invasionseinheiten                                                                            |
| Operation Maple                                                                                  | Royal Navy & Royal Air Force        | See- und luftgestützte Aktionen zur Auslegung von Minenfeldern                                                           |
| Landung an den Strandabschnitten Utah Beach, Omaha Beach, Gold Beach, Juno Beach und Sword Beach | Alliierte Einheiten                 | Strandlandung an der Normandieküste und Aufbau eines Brückenkopfes                                                       |

- Siehe auch: Zeitschiene, tagebuchartige Chronik für das Jahr 1944, Hauptartikel: Chronologie des Zweiten Weltkriegs

## Rezeption in den Medien
- Jean-Christophe Rosé: Invasion im Morgengrauen – Die Landung in der Normandie. F 2014, Zweiteilige Dokumentation (Original: La lumière de l’aube; englischer Titel: The Light of Dawn – The Normandy Landings.) Deutsche Fassung 2015 (Deutsche Bearbeitung Marx Video; Die Planung; Die Invasion beginnt)
- Band of Brothers – US-TV-Spielfilm-Serie von 2001 über eine Luftlandeeinheit, die über der Normandie absprang.
- Der Soldat James Ryan (USA, Spielfilm, 1998)
- Der längste Tag (USA, Spielfilm, 1962)
- Pathfinders – Die Kompanie der Unbekannten (USA 2009) – Film über die Eureka-Sender in der Normandie
- Prisoners of War